# Romania
La Romania (in romeno România, [romɨˈnia]), è uno Stato membro dell'Unione europea e dell'ONU, situato in Europa centro-orientale al confine con la penisola balcanica.
Ha una popolazione di 19 053 815 abitanti (2022) e una superficie di 238391 km².
È una repubblica semipresidenziale e la sua capitale è Bucarest.
Confina a ovest con l'Ungheria e la Serbia, a sud con la Bulgaria, a est con il Mar Nero, la Moldavia e l'Ucraina e a nord nuovamente con l'Ucraina.
Dal 29 marzo 2004 la Romania fa parte della NATO e, dal 1º gennaio 2007, dell'Unione europea.
La sua valuta è il leu (lei al plurale, simbolo L), (1 leu = 0,205421 euro, al 22 novembre 2020).

## Etimologia
Il nome Romania deriva dall'aggettivo latino romanus (romano).
L'Impero romano identificava le zone conquistate con la parola in lingua latina Romània.
Il nome Romania è usato ufficialmente per denominare le terre dell'attuale Stato solo dalla seconda metà del XIX secolo.
Prima si parlava di Valacchia (Terra Romena - Ţara Româneascǎ in romeno) e Moldavia per denominare i principati a popolazione romena.
Laddove il nome valacchi deriva dai termini Vlah, Walsch, ecc. utilizzati dalle popolazioni germaniche e slave per denominare tutte le genti europee di lingua latina, i valacchi chiamavano sé stessi romani.
Il motivo per cui i romeni si identificano attraverso la parola latina romanus (română român / e quindi român) comincia a essere menzionato a partire dal XVI secolo da alcuni autori, tra i quali alcuni umanisti italiani che ebbero modo di viaggiare in Transilvania, Moldavia e Valacchia. Il più antico documento scritto in lingua romena è una lettera del 1521 (conosciuta sotto il nome di Lettera di Neacșu da Câmpulung - Scrisoarea lui Neacșu din Câmpulung) nella quale veniva annunciato al rappresentante locale di Brașov l'imminente attacco da parte dei turchi. Lo stesso documento risulta il più antico attestante la denominazione di Țara Românească - Paese Romeno.
Ancor oggi la pronuncia corretta della parola român è più vicina a quella di romano, che alla traduzione fonetica romeno (che nella lingua italiana convive con l'espressione rumeno). La nazione veniva chiamata un tempo in italiano anche Rumania, Rumenia o Romenia.
La denominazione Romània è inoltre oggi utilizzata per designare il territorio di diffusione di tutte le lingue romanze in Europa e altrove a seconda dei tempi.

## Storia

### Antichità

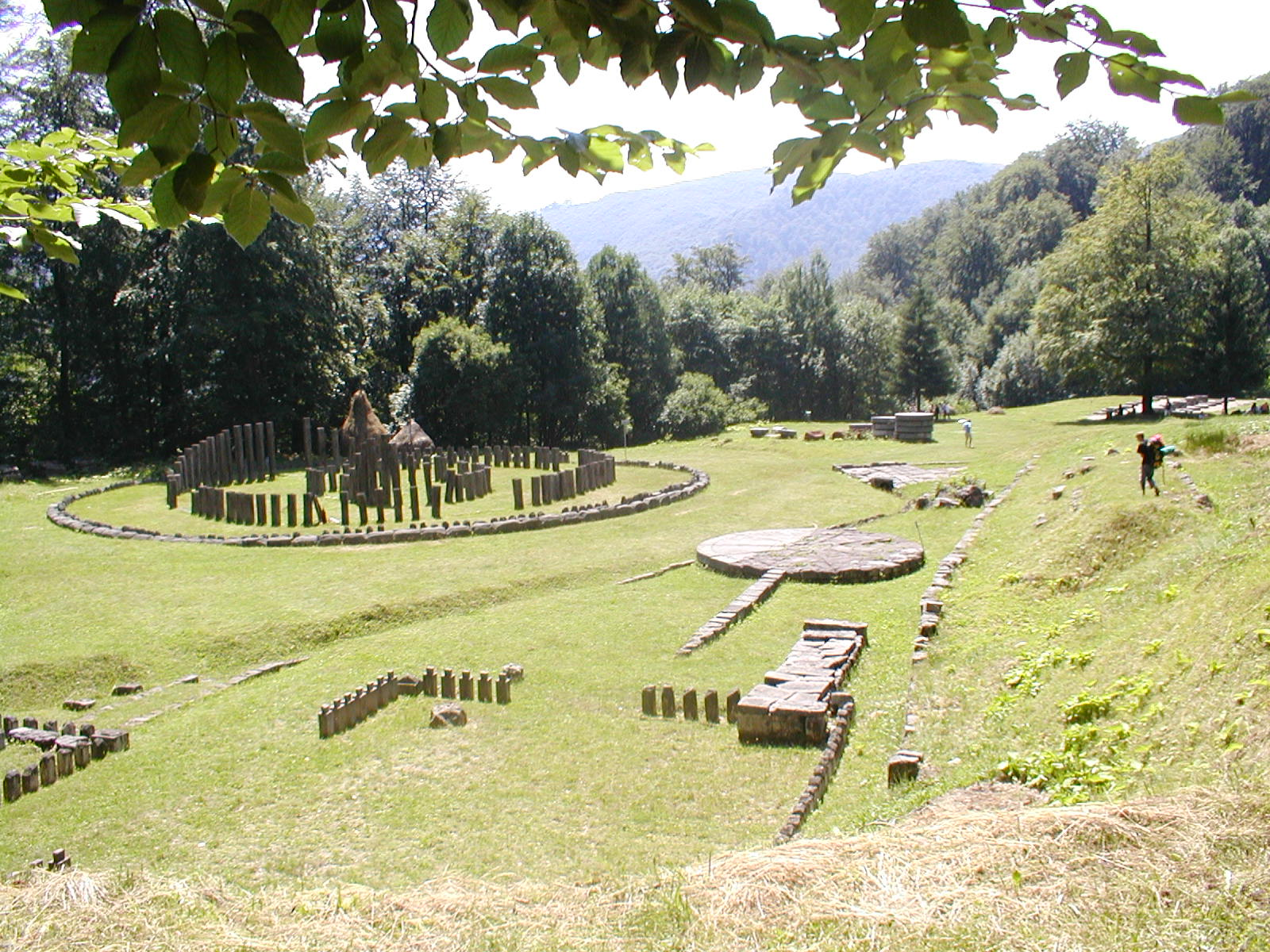
Il tempio di Sarmizegetusa Regia

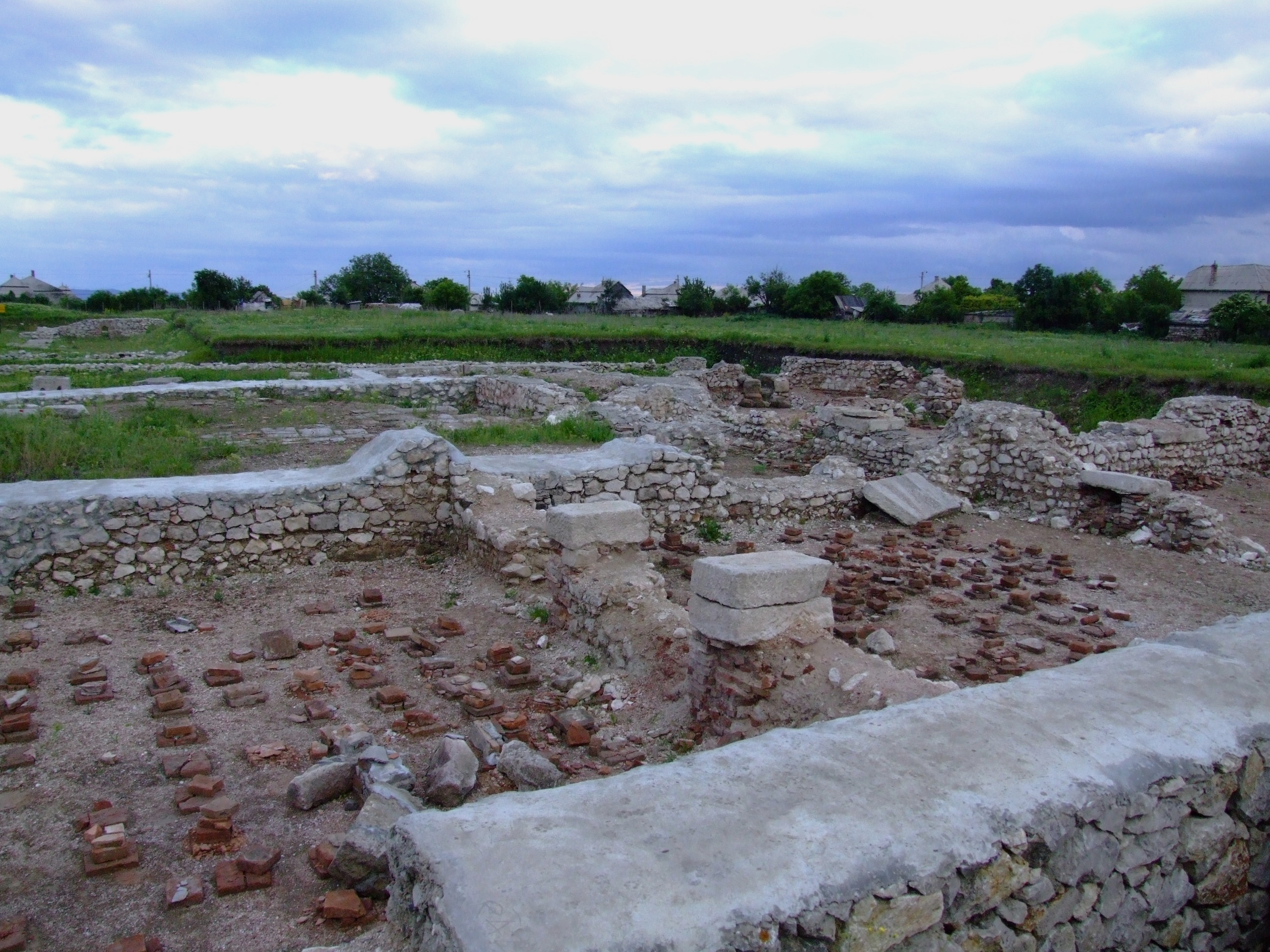
Il castro romano di Potaissa

I confini della Romania includono la maggior parte dell'antico territorio della Dacia.
Il territorio della Romania era abitato nel II millennio a.C. da alcune tribù indo-europee, conosciute sotto il nome di Traci. A partire dal VI secolo a.C. nella regione del Danubio sono segnalati i Geti, mentre i Daci erano attestati in Transilvania. Probabilmente Geti e Daci erano lo stesso popolo, appartenente alla famiglia dei Traci. Durante l'epoca del primo re geto-dacico Burebista (82-44 a.C.), l'estensione dello Stato era la seguente: a nord i Carpazi boschivi, a sud i monti Hameus (Balcani), a ovest la confluenza del fiume Morava con il medio Danubio e a est con il fiume Bug Meridionale.
Dopo la morte di Burebista, lo Stato geto-dacico si disintegrò prima in quattro e poi in cinque parti. Il nucleo principale si manteneva nella zona dei monti Șureanu, dove successivamente domineranno i re Cosmicus e Coryllus. L'unità dello Stato divenne possibile all'epoca del re Decebalo (87-106 d.C.). Il nuovo regno aveva la sua capitale in Sarmizegetusa. Il regno di Decebalo aveva dimensioni minori rispetto a quello di Burebista, ma per contro era molto meglio organizzato a livello statale. Il regno di Decebalo rappresenta il periodo di apogeo della civilizzazione geto-dacica, situato nel secondo periodo dell'età del ferro. A causa dell'aggravarsi della minaccia romana (le legioni di Roma si erano spinte sino alla pianura pannonica da un lato e al basso Danubio dall'altro), Decebalo deve fronteggiare due campagne militari da parte dei Romani condotti dall'imperatore Traiano negli anni 101-102 e 105-106 d.C. Come effetto di queste guerre, la Dacia venne conquistata per una piccola parte, e trasformata in provincia romana.
I romani sfruttarono i ricchi giacimenti minerari della Dacia. L'oro e l'argento erano particolarmente abbondanti e furono trovati in grandi quantità nei Carpazi occidentali. I romani colonizzarono massicciamente la provincia, iniziando un periodo di intensa romanizzazione, durante il quale il latino volgare si trasformò in proto-rumeno. Nel III secolo si diffondono le prime comunità cristiane.
Nel 274 l'imperatore Aureliano decise di abbandonare la Dacia; solo la Dobrugia continuò a far parte del mondo romano e dell'Impero romano-orientale fino ai primi decenni del VII secolo. Successivamente la regione ha accolto popoli diversi, alcuni dei quali hanno contribuito alla formazione dell'attuale composizione etnico-antropologica del paese carpato-danubiano.

### Alto Medioevo
Tra il 271 e il 275, l'esercito e l'amministrazione romana lasciarono la Dacia, che fu poi invasa dai Goti. Questi si mescolarono con la popolazione locale fino al IV secolo, quando arrivarono gli Unni. Altri popoli come i Gepidi, gli Avari e i Proto-bulgari presero il controllo della regione. A partire dal VI secolo, diverse tribù slave si stabilirono nell'attuale territorio della Romania, venendo assimilate gradualmente dalla popolazione locale nei secoli successivi. I territori della Valacchia, Moldavia e gran parte della Transilvania furono poi controllate dal Primo Impero bulgaro dalla sua fondazione nel 681 fino all'epoca della conquista ungherese della Transilvania avvenuta alla fine del X secolo. Il Concilio di Preslav dichiarò il paleoslavo ecclesiastico lingua ufficiale della liturgia nel primo zarato bulgaro nell'893. Anche i rumeni lo adottarono come lingua liturgica. 
I Peceneghi, un popolo turco semi-nomade delle steppe dell'Asia centrale, occuparono le steppe a nord del Mar Nero dall'VIII all'XI secolo, e dal X secolo avevano il controllo di tutto il territorio tra il fiume Don e il basso Danubio. Durante i secoli XI e XII, altri popoli turchi come i Cumani e i Kipčaki orientali dominarono i territori tra l'attuale Kazakistan, Russia meridionale, Ucraina, Moldavia meridionale e la Valacchia occidentale. Questo immenso territorio era conosciuto allora con il nome di Cumania.

### Basso Medioevo

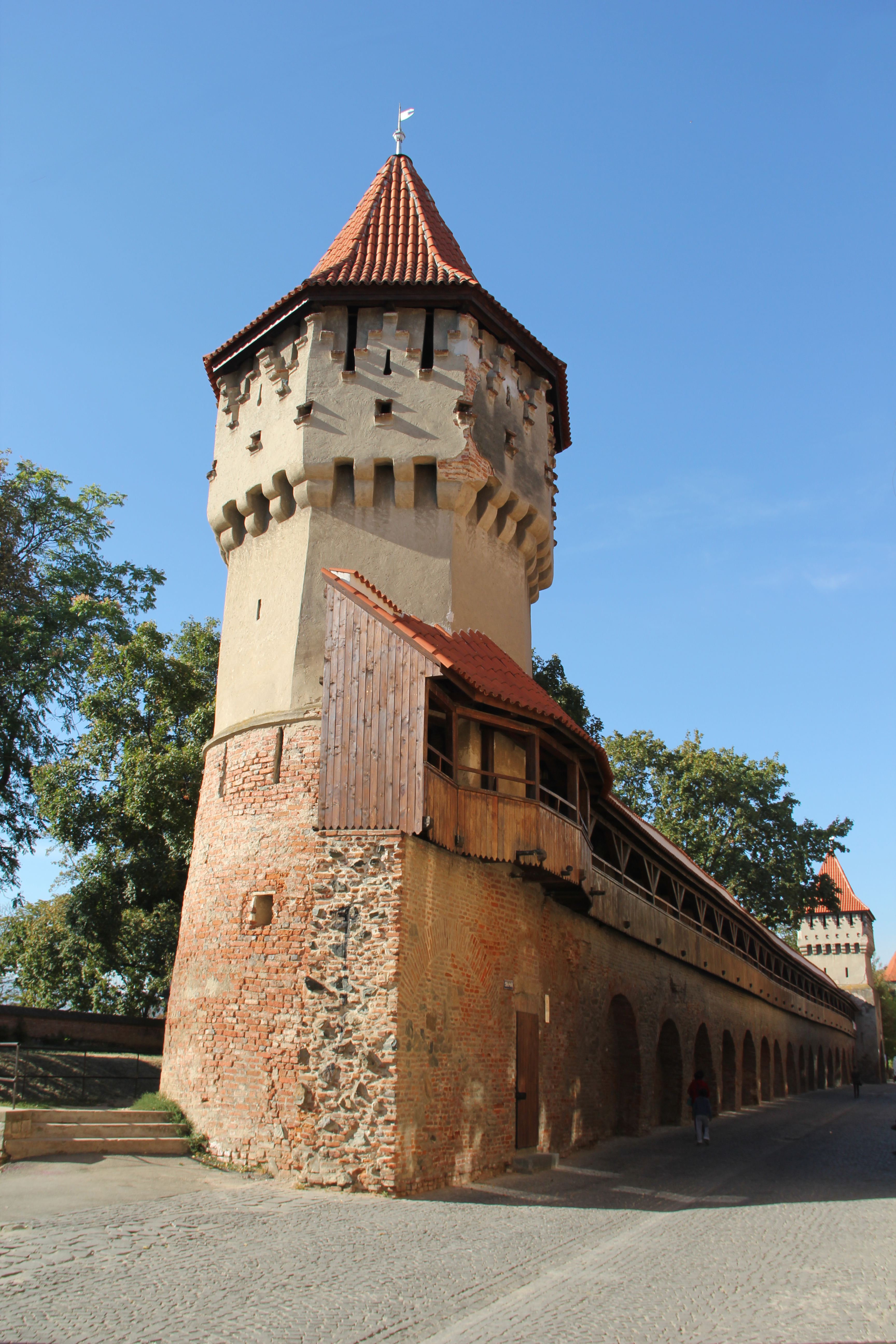
Fortificazioni di Sibiu

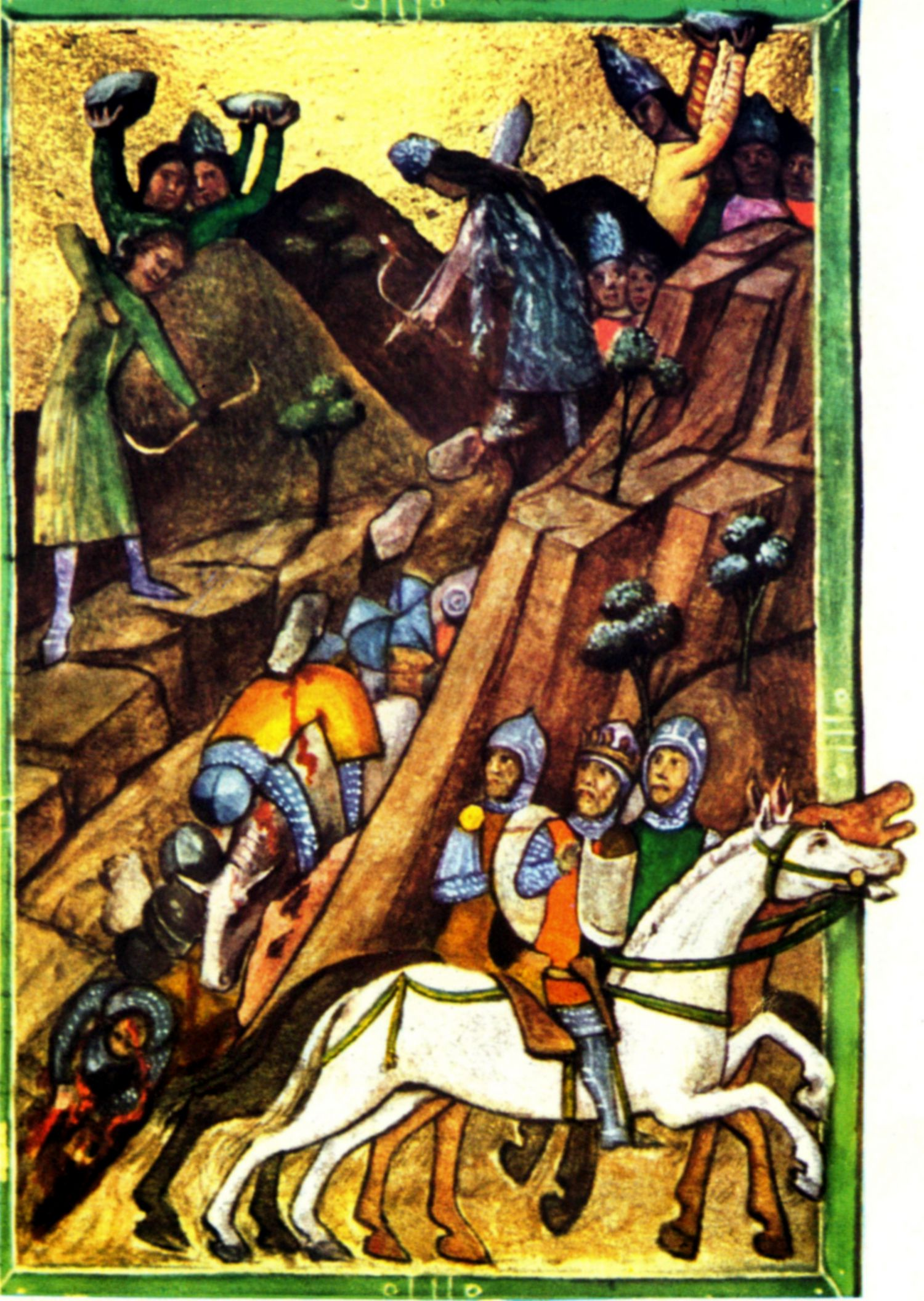
Illustrazione del Chronicon Pictum del XIV secolo, raffigurante l'esercito di Basarab I mentre sconfigge Carlo Roberto d'Angiò nella Battaglia di Posada (1330).

In seguito al Grande Scisma del 1054, la popolazione rumena rimase legata al rito bizantino, quindi alla Chiesa ortodossa.
Dal XII secolo diversi re d'Ungheria invitarono coloni di lingua germanica dell'Europa centrale e occidentale, come i Sassoni, ad occupare una parte della Transilvania, chiamata Burzenland, insieme all'Ordine Teutonico. I Siculi, una popolazione di origine ungherese, furono portati nella Transilvania sudorientale come guardie di frontiera, formando una regione autonoma chiamata Terra dei Siculi.
Con l'invasione mongola dell'Europa nel 1241, la dominazione cumana della Valacchia e della Moldavia finì. I mongoli attraversarono i Carpazi e devastarono la Transilvania, allora territorio ungherese. Dopo la ritirata dei mongoli, la Valacchia e la Moldavia furono disputati tra il Regno d'Ungheria e il Secondo Impero bulgaro. Quest'ultimo governò, almeno nominalmente, il Principato di Valacchia fino al XIV secolo, quando divenne indipendente, sotto Basarab I, il quale sconfisse l'esercito reale ungherese nella Battaglia di Posada ed assicurò l'indipendenza della Valacchia nel 1330. Luigi I d'Ungheria mandò nel 1353 il voivoda Dragoș a stabilire una linea di difesa contro le forze mongole dell'Orda d'Oro sul fiume Siret. Questo nuovo territorio vassallo diventò il Principato di Moldavia.
In Transilvania, in seguito alla rivolta di Bobâlna del 1438, i nobili ungheresi, insieme ai siculi e ai sassoni, costituirono l'Unio Trium Nationum, un patto di mutuo sostegno politico e militare, a scapito della popolazione contadina, perlopiù di etnia rumena e di religione ortodossa.
La Valacchia indipendente si trovava al confine dell'Impero Ottomano dal XIV secolo fino a quando non aveva gradualmente ceduto all'influenza degli Ottomani durante i secoli successivi, con brevi periodi di indipendenza. Vlad III l'Impalatore, noto anche come Vlad Dracula (in rumeno Vlad Ţepeş), fu principe di Valacchia nel 1448, 1456-1462 e 1476. Vlad III è ricordato per le sue incursioni contro l'Impero Ottomano e il suo successo iniziale nel mantenere libero il suo piccolo stato per un breve periodo. Nel mondo occidentale, Vlad è meglio conosciuto per essere l'ispirazione per il personaggio principale del romanzo di Bram Stoker del 1897, Dracula. 
Il Principato di Moldavia raggiunse il suo periodo più glorioso sotto il governo di Stefano il Grande tra il 1457 e il 1504. Stefano (in rumeno Ștefan) regnò per quarantasette anni, un periodo insolitamente lungo per quel periodo. Fu un capo militare e statista di successo, perdendo solo due battaglie su cinquanta; costruì un santuario per commemorare ogni vittoria, fondando 48 chiese e monasteri, molti dei quali hanno uno stile architettonico unico e sono elencati nella lista del patrimonio mondiale dell'UNESCO. La vittoria più prestigiosa di Stefano fu sull'Impero Ottomano nel 1475 nella battaglia di Vaslui, per la quale eresse il monastero di Voroneț. Per questa vittoria papa Sisto IV lo nominò verus christianae fidei athleta ("vero campione della fede cristiana"). Dopo la morte di Stefano, anche la Moldavia passò sotto la sovranità dell'Impero Ottomano durante il XVI secolo.

### Età moderna
A partire dal 1519 la Riforma di Lutero si diffuse presso la popolazione germanofona della Transilvania. 
Dal 1541, l'intera Penisola Balcanica e l'Ungheria settentrionale divennero province ottomane. La Moldavia, la Valacchia e la Transilvania passarono sotto la sovranità ottomana ma rimasero completamente autonome fino al XVIII secolo, godendo di una certa indipendenza esterna.
Michele il Coraggioso fu principe di Valacchia dal 1593 al 1601, di Transilvania dal 1599 al 1600 e di Moldavia nel 1600. Per un breve periodo durante il suo regno, la Transilvania fu governata insieme alla Moldavia e alla Valacchia in un'unione personale. Dopo la sua morte l'unione si sciolse e come stati tributari vassalli, la Moldavia e la Valacchia avevano ancora autonomia interna e una certa indipendenza esterna, che fu definitivamente persa nel XVIII secolo.
Il Principato di Transilvania raggiunse il suo periodo di massima importanza sotto il dominio assolutista di Gabriele Bethlen dal 1613 al 1629. I turchi ottomani non sollecitarono la conversione all'Islam da parte dei popoli vinti, lasciando numerose libertà religiose. Grazie a questo fatto, la Riforma Protestante si diffuse attraverso i territori settentrionali occupati da loro. Solo nell'Ungheria occidentale governata dagli Asburgo questo processo fu interrotto dalla forte politica di controriforma dell'Impero. Durante questo periodo, il protestantesimo calvinista si diffuse soprattutto nella popolazione transilvana di etnia ungherese.
Nel 1699, la Transilvania divenne parte della monarchia asburgica in seguito alla vittoria austriaca sui turchi. Nel 1718, l'Oltenia, una parte importante della Valacchia, fu annessa alla monarchia asburgica e fu restituita solo nel 1739. L'Illuminismo fiorì in Transilvania alla fine del XVIII secolo attraverso gli esponenti della Scuola Transilvana (Școala Ardeleană in rumeno). Tuttavia, sotto il dominio asburgico la popolazione contadina rumena subì profonde ingiustizie, alimentando un crescente malcontento che culminò nella Rivolta di Horea, Cloșca e Crișan (1784-1785). Sebbene la ribellione fu repressa, gettò le basi per il futuro nazionalismo rumeno in Transilvania. Nel 1775, gli Asburgo occuparono la parte nord-occidentale della Moldavia, che in seguito fu chiamata Bucovina e fu incorporata nell'Impero austriaco nel 1804. La metà orientale del Principato, che si chiamava Bessarabia, fu occupata nel 1812 dalla Russia.
Nella prima parte dell'Ottocento, ci furono numerose ribellioni in Moldavia e Vallachia, ancora controllate dall'Impero Ottomano. La più famosa è la Rivolta valacca del 1821, guidata da Tudor Vladimirescu.
Nel clima della Primavera dei Popoli, nel 1848, una rivolta nazionalista liberale e romanticistica rumena iniziò a giugno nel principato di Valacchia. I suoi obiettivi erano l'autonomia amministrativa, l'abolizione della servitù della gleba e l'autodeterminazione popolare, strettamente connessa con la rivolta fallita dello stesso anno in Moldavia. I rivoltosi cercarono di rovesciare l'amministrazione imposta dalle autorità imperiali russe sotto il regime Regulamentul Organic e, attraverso molti dei loro leader, sollecitavano l'abolizione dei privilegi dei boiardi. Guidato da un gruppo di giovani intellettuali e ufficiali delle forze militari valacche, il movimento riuscì a rovesciare il principe regnante Gheorghe Bibescu, e venne istituito un governo provvisorio, grazie al quale vennero apportate importanti riforme liberali, annunciate per la prima volta nella Proclamazione di Islaz.
Nonostante i suoi rapidi successi e il sostegno popolare, la nuova amministrazione fu caratterizzata da conflitti tra l'ala radicale e le forze più conservatrici, in particolare sulla questione della riforma agraria. Due successivi colpi di stato falliti indebolirono il nuovo governo e il suo status internazionale fu sempre contestato dalla Russia. Dopo essere riuscito a raccogliere un certo grado di simpatia dai leader politici ottomani, la rivoluzione fu infine isolata dall'intervento dei diplomatici russi. Nel settembre 1848, con l'accordo degli ottomani, la Russia invase la Valacchia e represse la rivoluzione.

### Indipendenza e storia recente
La Valacchia e la Moldavia ottennero l’autonomia dall'Impero ottomano nel 1859, a seguito della guerra di Crimea (1853-1856). La Romania nacque il 24 gennaio 1859, quando la Moldova occidentale e la Valacchia si unirono, conferendo il principato unico ad Alexandru Ioan Cuza, sotto il quale avvennero importanti cambiamenti come la sostituzione dell'alfabeto cirillico rumeno, in uso da secoli, con quello latino nel 1862. Cuza rimase in carica fino al 1866, quando venne espulso dal paese. Nello stesso anno Carlo I succedette a Cuza, superò un tentativo di colpo di Stato repubblicano nel 1870 e venne proclamato Re di Romania nel 1881.

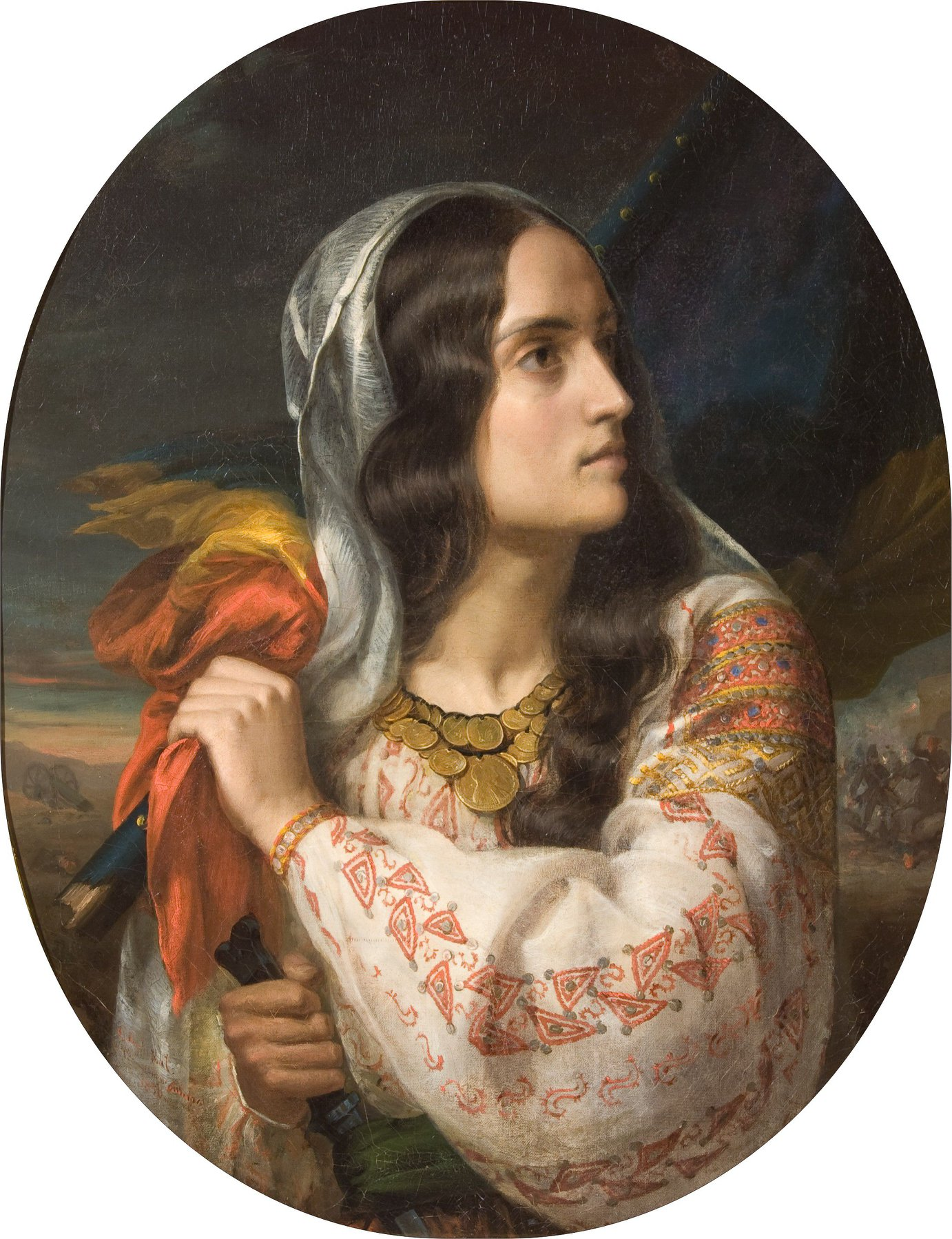
Romania rivoluzionaria di Constantin Daniel Rosenthal.

Nel 1913 la Romania vinse la seconda guerra dei Balcani contro la Bulgaria e, a seguito del Trattato di Bucarest del 10 agosto 1913, ottenne l'annessione della città di Silistra, tutta la Dobrugia e parte della costa bulgara sul Mar Nero.
Prese parte alla prima guerra mondiale nel 1916, e alla fine di quell'anno subì la repentina occupazione da parte delle forze austro-tedesche, occupazione pressoché totale tranne nella Moldavia occidentale dove ancora nella seconda metà del 1917 per opera del capo di Stato Maggiore Ion Antonescu fu respinto un tentativo di invasione da parte delle truppe tedesche del feldmaresciallo Von Mackensen.

Con il crollo degli Imperi Centrali e poi la secessione ungherese dall'Austria, ne rinacque vincitrice, occupando a sua volta, dopo il 1918, i vicini territori di Transilvania, Crișana, Maramureș, Banato, Bucovina e Bessarabia, portando all'unità nazionale dei Romeni in un unico Stato.

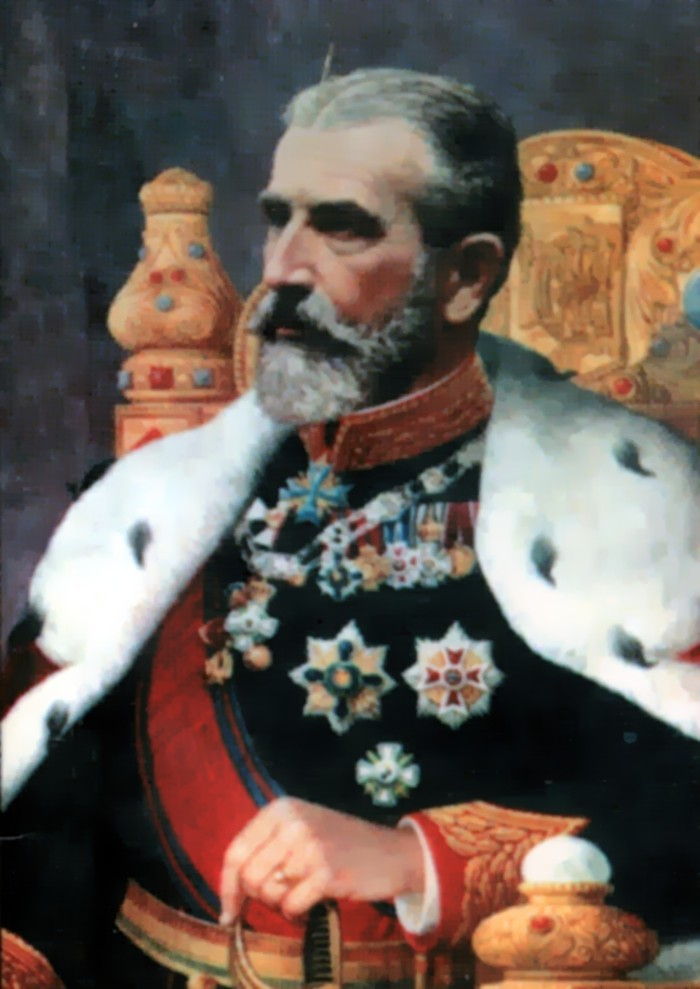
Carlo I, primo re di Romania.

L'esercito romeno si rese poi protagonista della guerra romeno-ungherese, ove schiacciò con la fattiva collaborazione occidentale nel 1919 la Repubblica dei Consigli di Béla Kun: cominciò così a crescere il peso dei militari all'interno dello Stato romeno.

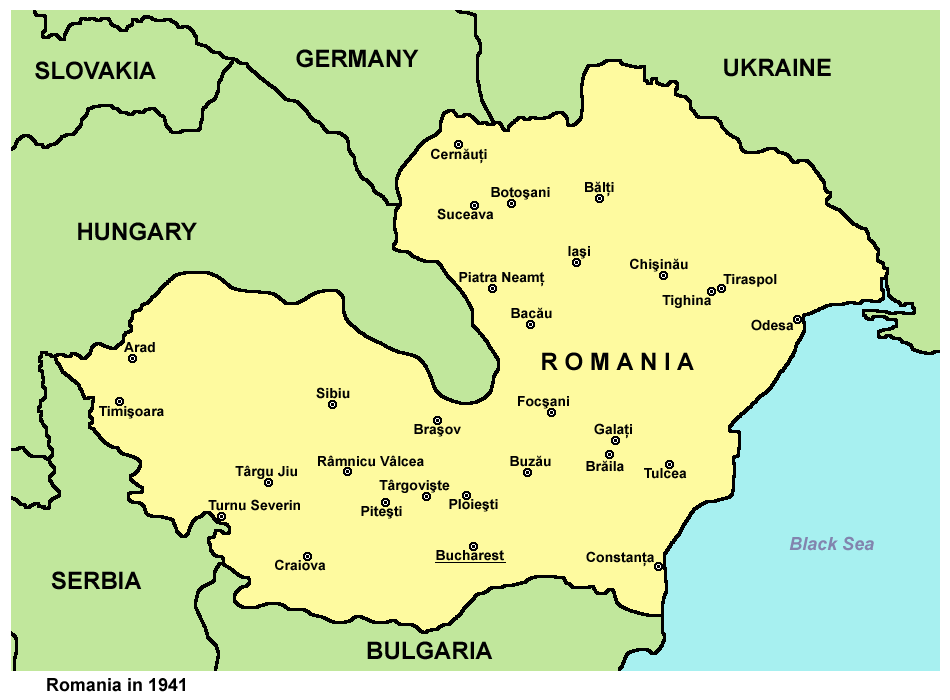
La Romania nel 1941.

Tra il 1927 e il 1930, per opera di Corneliu Zelea Codreanu, sorse il Movimento Legionario della Guardia di Ferro (in romeno Garda de Fier), a carattere nazionalista, cristiano integralista, antibolscevico, anticapitalista, individuando il capitalismo in quello dei nuovi ebrei giunti nel paese dai primi del secolo. Per quanto d'estrema destra, dal 1932 raccolse simpatie tra tutti i ceti sociali impegnandosi nel migliorare condizioni di vita di contadini e operai. I suoi aderenti si definivano Legionari. Alternarono attività di vero e proprio volontariato, compresa l'esecuzione materiale di opere pubbliche, a violenze, omicidi che portarono a massacri di suoi aderenti e all'incarcerazione del fondatore, poi assassinato da sicari di re Carlo.
Nel corso del 1934 entrò in possesso di una piccola concessione nel territorio albanese, la Concessione di Santi Quaranta.
Allo scoppio della seconda guerra mondiale, la Romania si dichiarò neutrale, permise il transito del Governo polacco in fuga da nazisti e sovietici e tenne aperte le relazioni con le potenze occidentali, in particolare Regno Unito e Italia.

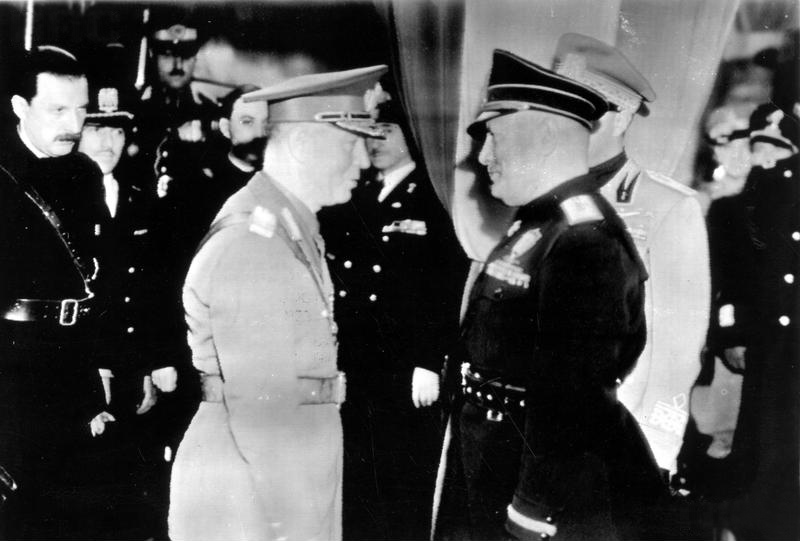
Il dittatore Ion Antonescu incontra Benito Mussolini.

L'accresciuto potere dei militari portò ai vertici del potere il cosiddetto Conducător Ion Antonescu, un alto ufficiale divenuto ministro della difesa nel 1937 e nominato Primo ministro da re Carlo II nel 1940. Antonescu costrinse re Carlo ad abdicare a favore del figlio Michele (che ricoprì pertanto un ruolo meramente simbolico) e piegò la Romania alla sua politica autoritaria, ideologicamente prossima al fascismo.
Nell'estate del 1940, l'Unione Sovietica, che non riconosceva le annessioni territoriali romene, successive al 1918, di aree dello scomparso Impero russo, rivendicò e occupò la Bessarabia, la Bucovina settentrionale e il Territorio di Herța. La mancanza di una risposta militare da parte romena solleticò gli appetiti dei governi nazionalisti dei Paesi circostanti, e la Romania fu così costretta dal secondo arbitrato di Vienna del 30 agosto 1940 a restituire parte della Transilvania all'Ungheria di Miklós Horthy e a cedere alla Bulgaria la Dobrugia meridionale (trattato di Craiova del 7 settembre 1940), con l'acquiescenza italo-tedesca. In cambio di queste concessioni la Romania ottenne la garanzia unilaterale della Germania in difesa dell'integrità territoriale romena da ogni ulteriore rivendicazione territoriale di Paesi terzi, suscitando la reazione sia di Stalin sia di Mussolini, che ritenevano che la condizione politico-territoriale della Romania non potesse essere discussa senza il loro consenso. La Romania aderì pertanto al patto tripartito quello stesso anno, per poi affiancare la Germania nell'invasione della Russia (Operazione Barbarossa) un anno dopo. Dopo quello russo e tedesco, il contingente romeno era il più numeroso impiegato sul Fronte orientale, e subì notevoli perdite quando le sorti della guerra iniziarono a volgere a favore dei sovietici, in particolar modo nella battaglia di Stalingrado. All'interno, la Romania si adoperò per impedire l'arruolamento dei cittadini romeni di etnia tedesca nelle forze armate del Reich tedesco e nelle Waffen-SS, ma non fece nulla per impedire la discriminazione e poi la deportazione degli ebrei romeni.

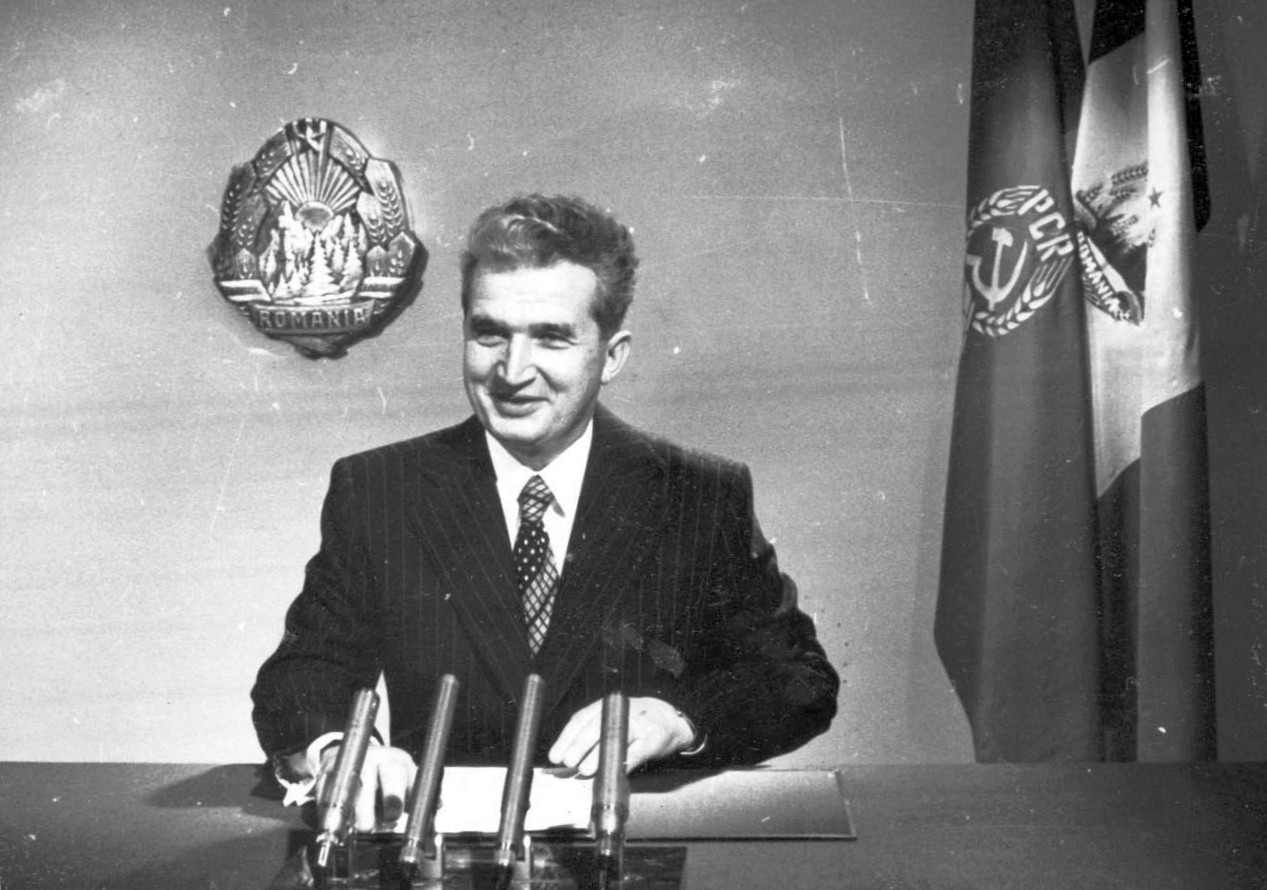
Nicolae Ceaușescu, leader della Romania dal 1965 al 1989

In quel periodo, il Conducător cercò dapprima la collaborazione della Guardia di Ferro, assegnando incarichi di governo al nuovo leader, poi a causa delle diffuse violenze dei Legionari dovette reprimerlo, aiutato dallo stesso Hitler (che probabilmente aveva riscontrato analogia con la minaccia che le SA avevano rappresentato per lui).
Nell'estate del 1944, l'Armata Rossa arrivò ai confini del paese. Con un colpo di Stato, Antonescu fu destituito, e il nuovo re Michele I firmò l'armistizio con gli Alleati, rivolgendo il proprio esercito contro i soldati tedeschi, che continuarono a resistere ancora per un po' in Transilvania e Oltenia, appoggiati dalle milizie romene filo-naziste della Guardia di Ferro, con cui più volte Antonescu, durante la sua dittatura, si era scontrato.
Nel dopoguerra, importanti aree territoriali della Romania, pari a circa un quinto della sua superficie, vennero cedute all'Unione Sovietica e sono oggi incluse nella Repubblica di Moldavia e nell'Ucraina, la quale ha acquisito anche l'isola dei Serpenti (Insula Șerpilor), l'unica isola romena in mare aperto al largo delle coste occidentali del Mar Nero, la cui cessione non era stata contemplata dal trattato di pace. La Bulgaria conservò, con il beneplacito dell'Unione Sovietica, la Dobrugia meridionale, il cosiddetto quadrilatero, territorio che aveva ottenuto nel 1940, grazie alle pressioni di Hitler sul governo di Bucarest.
Dopo la sconfitta nella seconda guerra mondiale, la Romania divenne uno Stato comunista nell'orbita del Patto di Varsavia. Il 30 dicembre 1947 infatti re Michele I fu costretto ad abdicare dal Primo ministro Petru Groza. Nel 1948 venne ufficialmente abolita la monarchia e varata la Costituzione della Repubblica Popolare Romena.
Tuttavia, nei primi anni di dittatura si registrarono molteplici tentativi insurrezionali anti-stalinisti o complessivamente anti-comunisti, sovente sedati nel sangue.
A partire dagli anni 1960, i contrasti con l'Unione Sovietica si fecero più espliciti, in primis per divergenze applicative in materia di politica economica, tanto che la Romania cominciò a sviluppare una propria politica estera autonoma da Mosca mentre, nel 1965, venne varata la nuova Costituzione della Repubblica Socialista di Romania.
Nello stesso anno, cominciò forse il periodo più buio della storia romena del XX secolo, con l'avvento del governo dittatoriale del presidente Nicolae Ceaușescu (il nuovo Conducător), caratterizzato da un paternalismo di facciata basato sul terrore e sordo alle aperture interne sperimentate dai sovietici (prima Kruščëv e vent'anni dopo Gorbačëv), cui nel 1989 porrà termine solo una sconvolgente rivolta popolare coeva della caduta del muro di Berlino nella consorella D.D.R., ma prontamente "pilotata" da un gruppo di personaggi appartenenti alla vecchia Nomenklatura, coadiuvati dalle strutture della famigerata Securitate (l'onnipresente polizia segreta), che si sbarazzarono in fretta di Ceaușescu e della sua potente moglie con un processo sommario di pochi minuti e un'esecuzione altrettanto affrettata e sommaria.
Da allora, la Romania si è data uno statuto democratico, con una Costituzione ispirata ai modelli occidentali.
Il 29 marzo 2004 la Romania è entrata nella NATO, insieme con Bulgaria, Estonia, Lettonia, Lituania, Slovacchia e Slovenia, mentre il 1º gennaio 2007 la Romania è entrata nell'UE assieme alla Bulgaria.

## Geografia

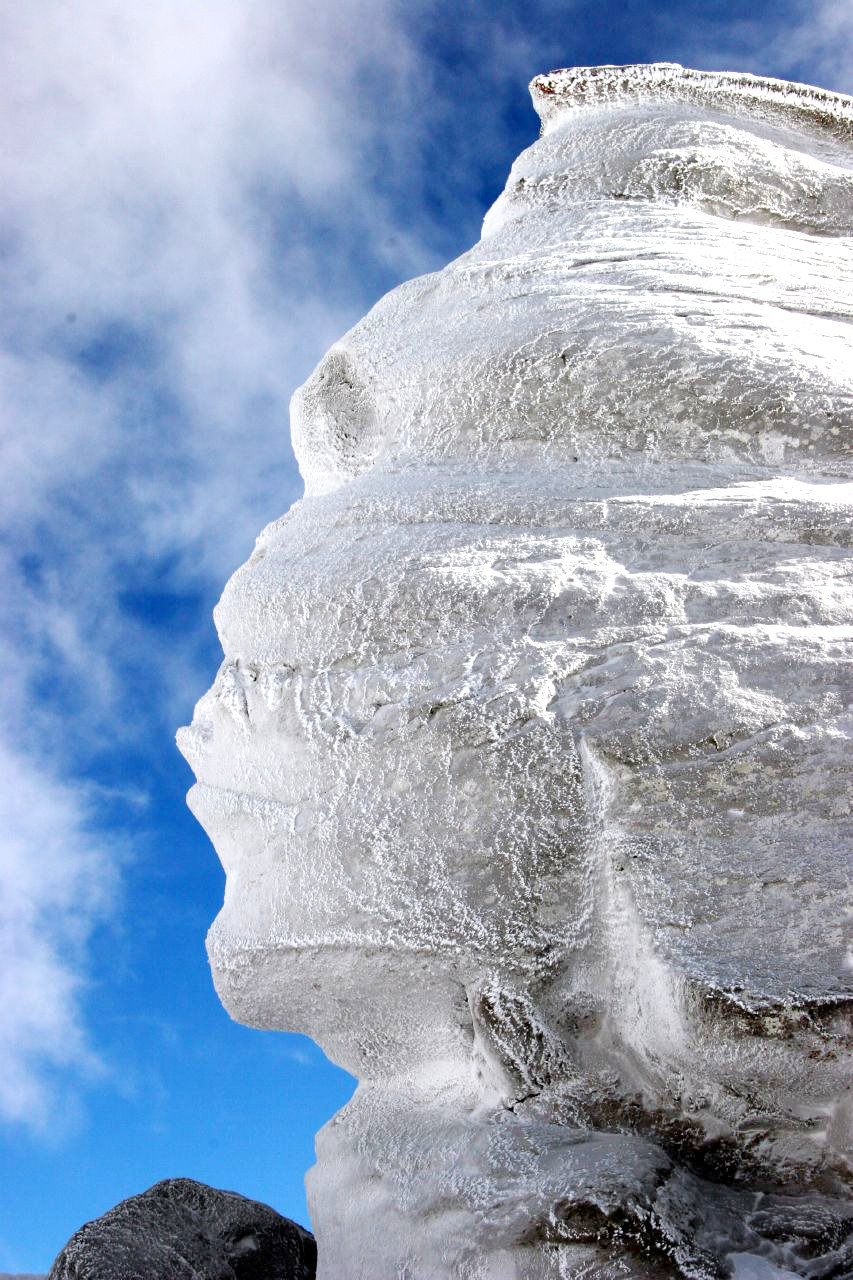
La Sfinge dei Bucegi (2216 m), situata nei Monti Bucegi

L'attuale territorio della Romania viene spesso definito come spazio carpato - danubiano – pontico, suddiviso quasi equamente tra montagne (31%), colline (33%) e pianure (36%).
La catena montuosa dei Carpazi si estende per oltre 1000 km attraverso il centro del paese, coprendo un'area di circa 70000 km². Questi monti sono di bassa e media altitudine, e la loro base non è più larga di 100 km; sono profondamente solcati da valli longitudinali e trasversali e da diversi grandi fiumi. Queste caratteristiche, unite al fatto che sono presenti molti valichi (fino a 2256 m), hanno reso i Carpazi una barriera molto più debole rispetto ad altre catene montuose europee. Un'altra caratteristica particolare di queste montagne è la presenza di numerose piattaforme erose che formano così altopiani ad altitudini relativamente elevate; vi sono in questa zona insediamenti permanenti oltre i 1200 m.
I Carpazi rumeni sono divisi in tre sotto-catene: i Carpazi orientali, i Carpazi meridionali e i Carpazi occidentali; ognuna di queste catene ha particolarità che la distinguono dalle altre.

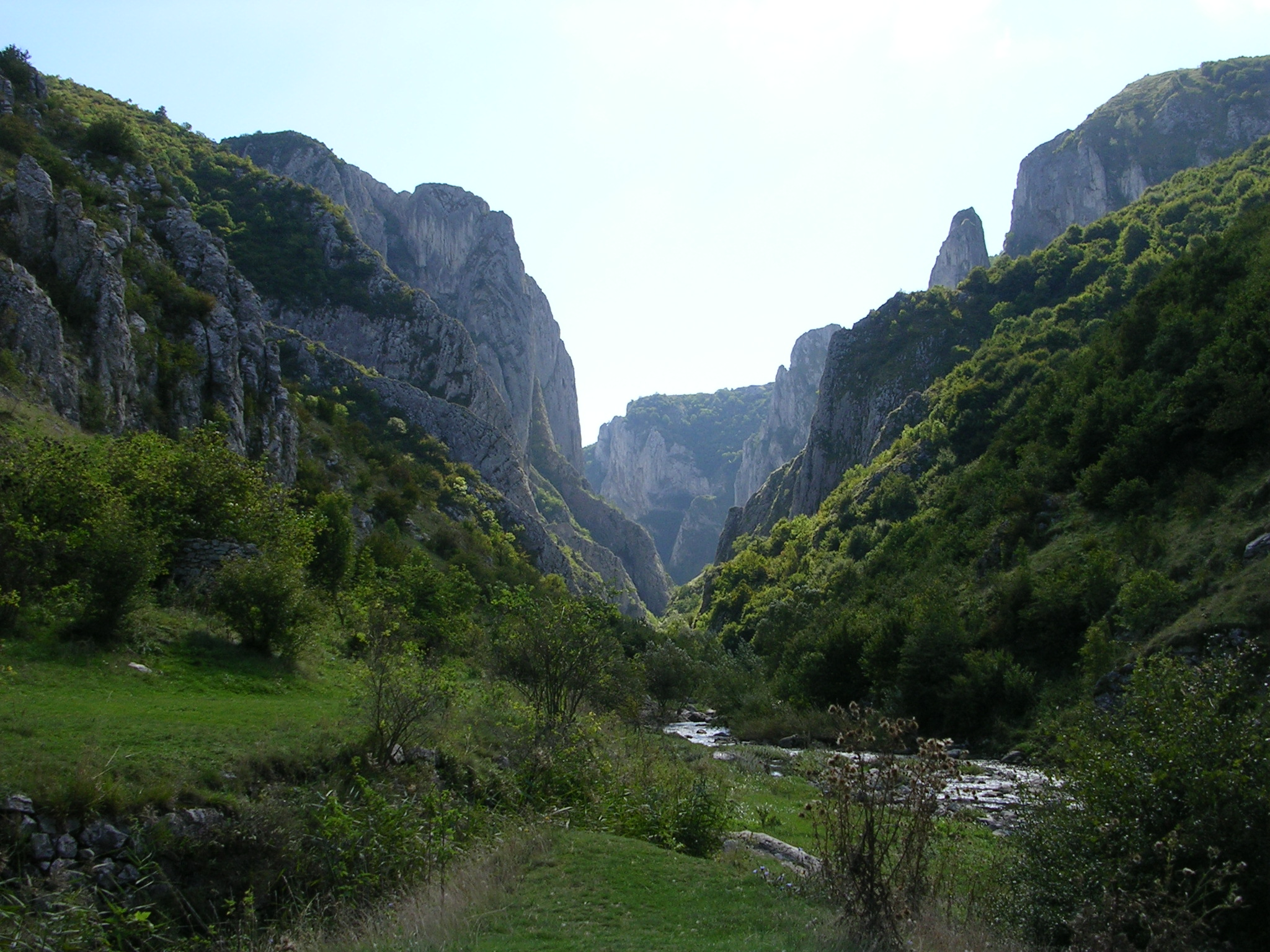
Le Gole di Turda

Gran parte della frontiera rumena confina con la Serbia e la Bulgaria a sud e a sud-ovest è formata dal Danubio. Il Danubio ha come affluente il fiume Prut, che forma il confine con la Repubblica di Moldavia a nord-est, dove la foce del fiume sul Mar Nero delimita anche il confine con l'Ucraina.
I monti Carpazi dominano gran parte della Romania soprattutto a nord-ovest disponendosi a ferro di cavallo, con cime alte fino a 2500 m e raggiungendo i 2544 m del monte Moldoveanu.
Le città principali sono Bucarest (București), Iași, Brașov, Timișoara, Cluj-Napoca, Costanza (Constanța), Craiova, Ploiești, Sibiu, Suceava, Galați, Brăila, Oradea, Bacău.
Accanto al Danubio, i fiumi più importanti della Romania sono:
- il Mureș;
- l'Argeș;
- il Someș;
- il Siret;
- il Prut e l'Olt sfociano nel Danubio, che delimita il confine tra Romania e Bulgaria.

## Popolazione

### Demografia

Crescita demografica dal 1961 al 2010

| Anno | Popolazione |
| --- | ----------- |
| 1866 | 4 424 961   |
| 1887 | 5 500 000   |
| 1899 | 5 956 690   |
| 1912 | 7 234 919   |
| 1930 | 18 057 028  |
| 1939 | 19 934 000  |
| 1941 | 13 535 757  |
| 1948 | 15 872 624  |
| 1956 | 17 489 450  |
| 1966 | 19 103 163  |
| 1977 | 21 559 910  |
| 1992 | 22 760 449  |
| 2002 | 21 680 974  |
| 2011 | 20 121 641  |
| 2016 | 19 474 952  |
| 2021 | 19 053 815  |
| I dati precedenti al 1948 sono riferiti a un territorio diverso rispetto a quello determinato dai confini attuali |             |

### Evoluzione demografica
Dopo aver raggiunto il massimo di 23.206.720 abitanti nel 1990, la popolazione romena è in diminuzione da oltre trent'anni e fa registrare un tasso di crescita naturale di -0,8% ovvero di -9,2% fra 2002 e 2011. In base all'ultimo censimento disponibile, quello del 2021, la popolazione è scesa a 19 053 815 abitanti.
Il tasso di fecondità totale nel 2018 era stimato a 1,36 bambini nati per donna, al di sotto del tasso di sostituzione di 2,1, e uno dei più bassi al mondo, e considerevolmente più basso del 5,82 figli per donna del 1912. Nel 2014, il 31,2% delle nascite riguardava donne non sposate.
Il tasso di natalità (9,49‰, 2012) è molto più basso del tasso di mortalità (11,84‰, 2012), il che comporta un decremento demografico naturale (−0,26% annuo, 2012) e un invecchiamento della popolazione (età mediana: 41,6 anni nel 2018, una delle popolazioni più anziane del mondo), con circa il 16,8% della popolazione con età eguale o superiore a 65 anni. La mortalità infantile è del 20 per mille, circa tre volte superiore a quella italiana. La speranza di vita alla nascita nel 2015 era stimata a 74,92 anni (71,46 per gli uomini, 78,59 anni per le donne).
La popolazione si addensa nelle aree urbane per il 64%. Negli ultimi anni la Romania è stata soggetta a forte migrazioni sia al suo interno sia verso l'estero; infatti la Romania con oltre 2,5 milioni di residenti in un altro Stato membro dell'Unione europea (oltre un milione dei quali è residente in Italia) si è confermata nel panorama europeo come la collettività maggiormente propensa alla mobilità interna intercomunitaria, raggiungendo per numeri quella turca e superando di gran lunga quelle polacca, marocchina e italiana.

### Etnie

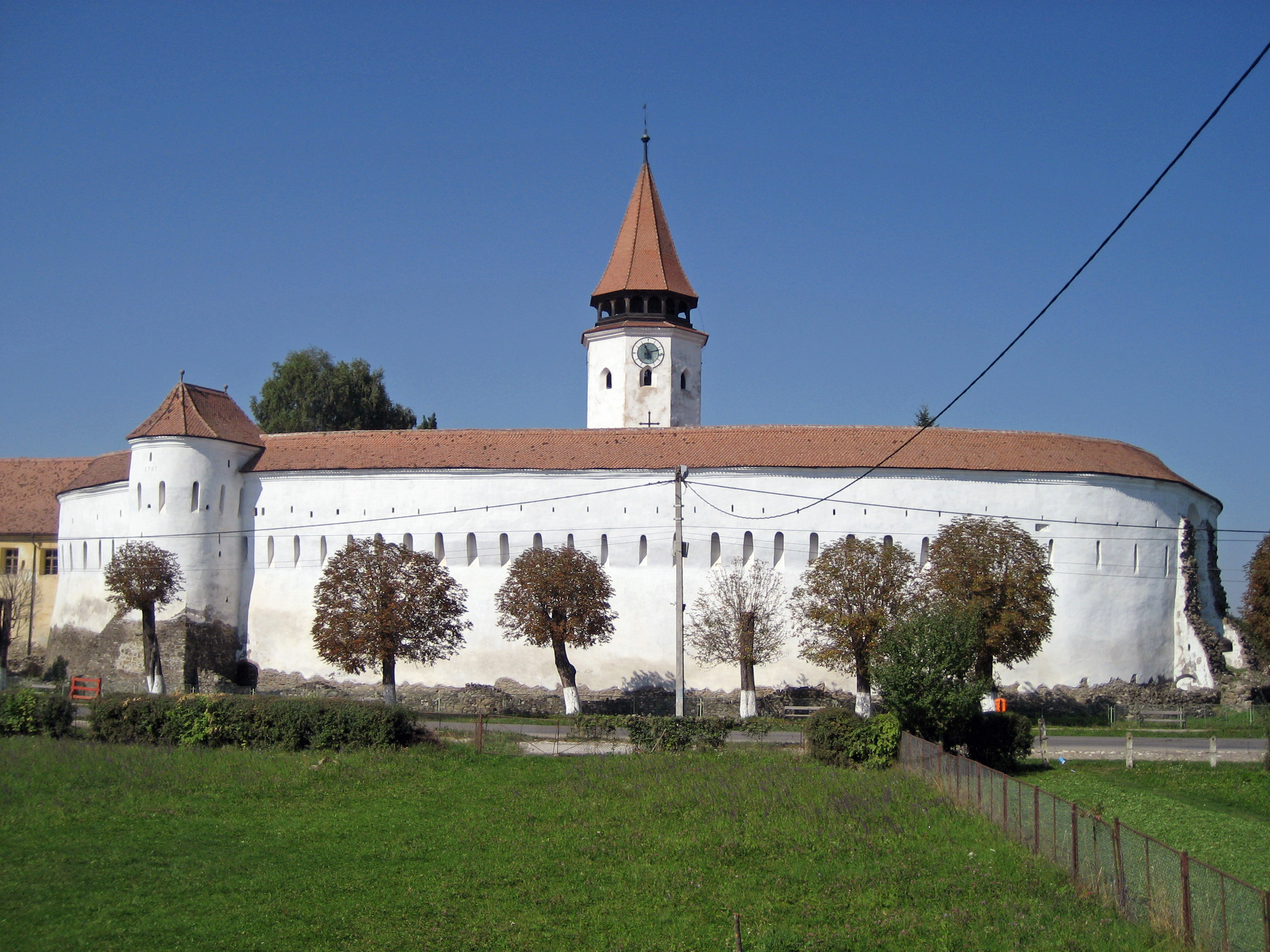
Chiesa fortificata di Prejmer

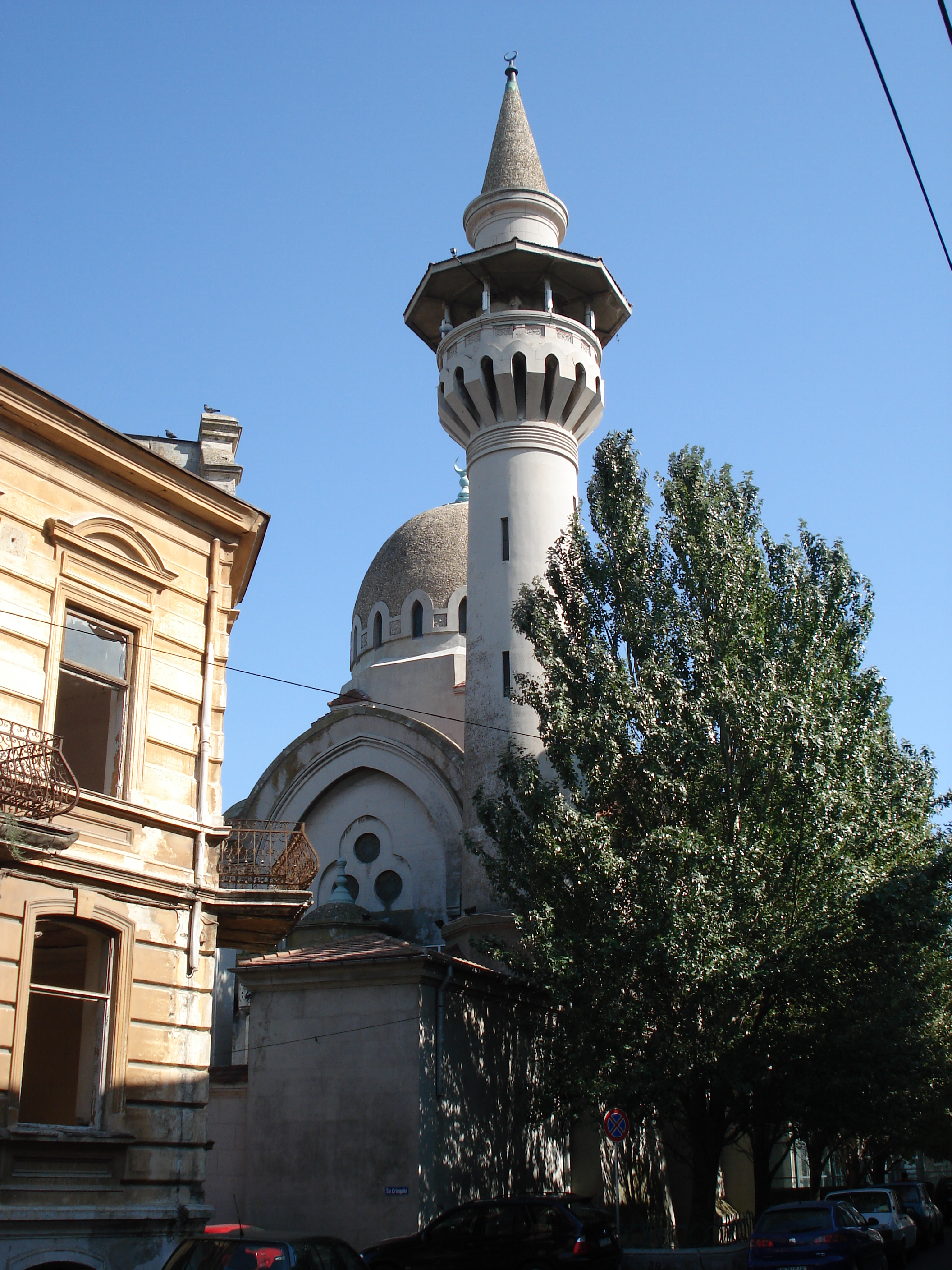
La moschea del re Carlo I di Costanza, centro dell'Islam in Romania

La grande maggioranza della popolazione è di etnia romena.
Vi sono delle notevoli minoranze di rom (12%), ungheresi (6,5% secondo il censimento del 2011, concentrate principalmente in Transilvania) e in misura minore tedesche, ucraine (soprattutto nelle regioni settentrionali; 0,3% della popolazione totale del paese), turche e tatare (in Dobrugia; 0,26%) e anche russe (0,2%) e serbe (0,11%). Le numerose minoranze etniche, oltre una ventina, sono per legge rappresentate in Parlamento ciascuna da un parlamentare.
La minoranza più grande è quella rom, seguita da quella magiara che è concentrata soprattutto in due distretti centrali del Paese (Harghita e Covasna, oltre che Mureș, dove si hanno percentuali del 50%) e si esprime politicamente per il tramite di un partito. Una parte della minoranza ungherese appartiene all'etnia sicula, mentre nella Moldavia romena vi sono alcune decine di migliaia di ungheresi "arcaici" di etnia csángó.
Fino agli anni settanta era piuttosto rilevante anche una minoranza tedesca, i tedeschi di Romania (Rumäniendeutsche), presente soprattutto in Transilvania (Siebenbürgen in tedesco, Erdely in ungherese, Ardeal in romeno) e nelle regioni occidentali, ma la maggior parte, date le condizioni politiche, economiche e sociali, è emigrata in Germania; oggi rappresenta qualche punto percentuale soprattutto nel Banato e nel distretto di Satu Mare (estremo nord-ovest). Nel 1930 erano 745 421 i tedeschi di Romania (il 4,1% della popolazione del Paese), ma ne erano rimasti solo 36 042 nel 2011.
I Sassoni di Transilvania, immigrati nel Medioevo vengono denominati "sassoni", mentre quelli del Banato, immigrati prevalentemente nel XVIII secolo, "svevi".
Tra i gruppi etnici presenti vanno annoverati una piccola minoranza polacca (circa diecimila persone) che vivono nella provincia di Suceava e un'altra piccola minoranza croata (anch'essa di circa diecimila persone) che vive intorno alla città di Carașova e nei pressi della frontiera con la Serbia nel Banato.
Altre minoranze, di modesta entità, sono quelle slovacche, ceche, ucraine, russe (lipoveni), armene, greche e altre ancora.

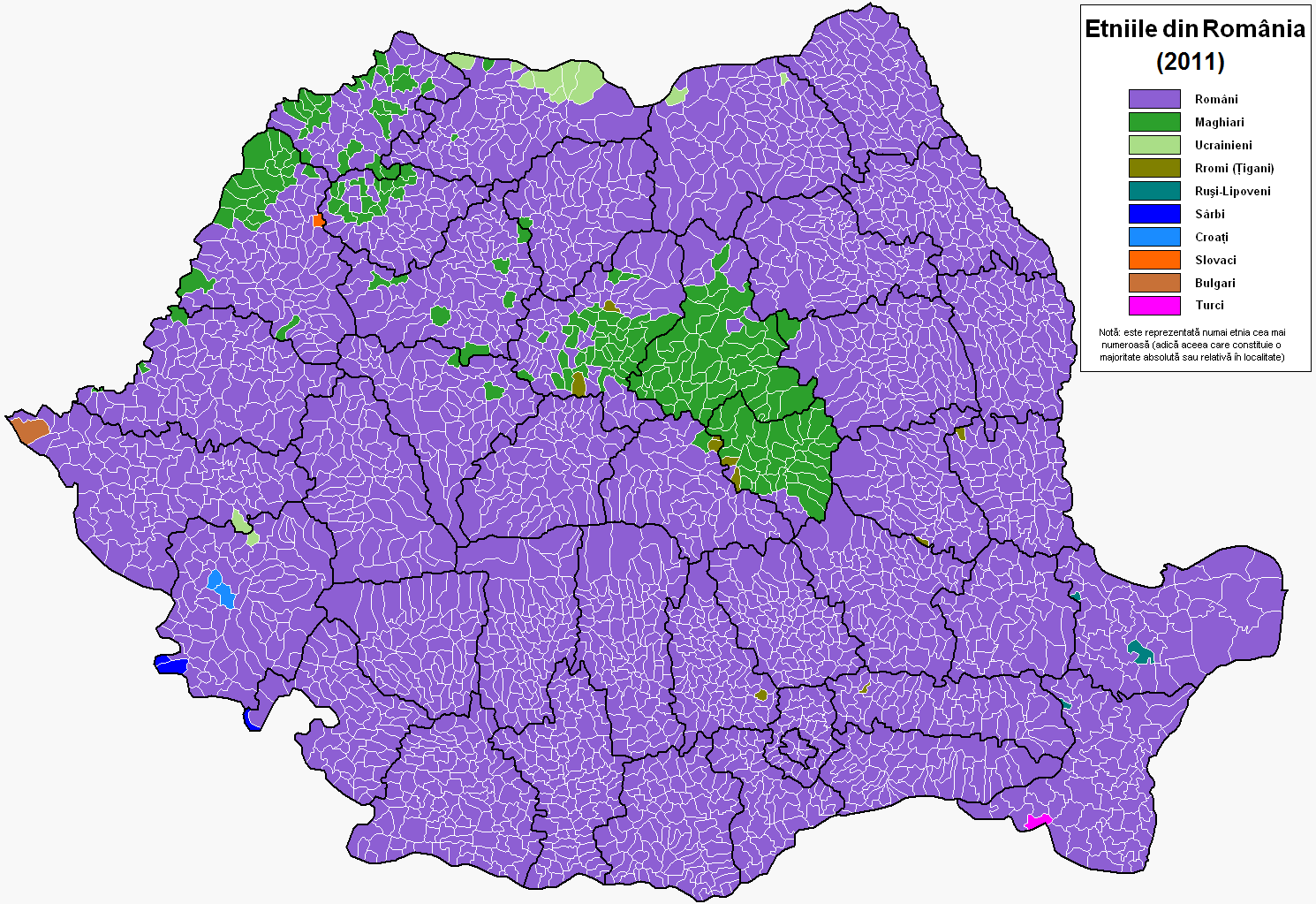
Mappa etnica della Romania, 2011

In Romania si ritiene vivano anche circa 20 000 italiani, gran parte dei quali giunti nel Paese dopo il termine del governo socialista filosovietico; si sono soprattutto concentrati nel Banato (zona di Timișoara) e nella Transilvania, ma si trovano in quasi tutte le regioni della Romania, dove hanno creato piccole o medie imprese ed esercizi commerciali.
Accanto a quelli di recente immigrazione vi sono anche gli italiani appartenenti alla minoranza storica (stimata sulle 9 000 persone).
Altri gruppi si trovano a Cluj, Oradea, Satu Mare, Suceava, Craiova, Hunedoara-Otelu Rosu, Galați, Iași, Tulcea, Sântămăria-Orlea, oltre che a Bucarest.
La presenza italiana in Romania risale alla fine dell'Ottocento e all'inizio del Novecento, quando emigranti dal Veneto, dal Friuli, dalla Liguria e dalla Sardegna si recarono in Romania per lavorare nelle miniere, nei cantieri delle ferrovie o nell'edilizia.
Si presume che nel circa mezzo secolo antecedente alla seconda guerra mondiale si trasferirono in Romania circa 130 000 italiani, per la maggior parte ritornati in patria dopo il 1945.

### Religione

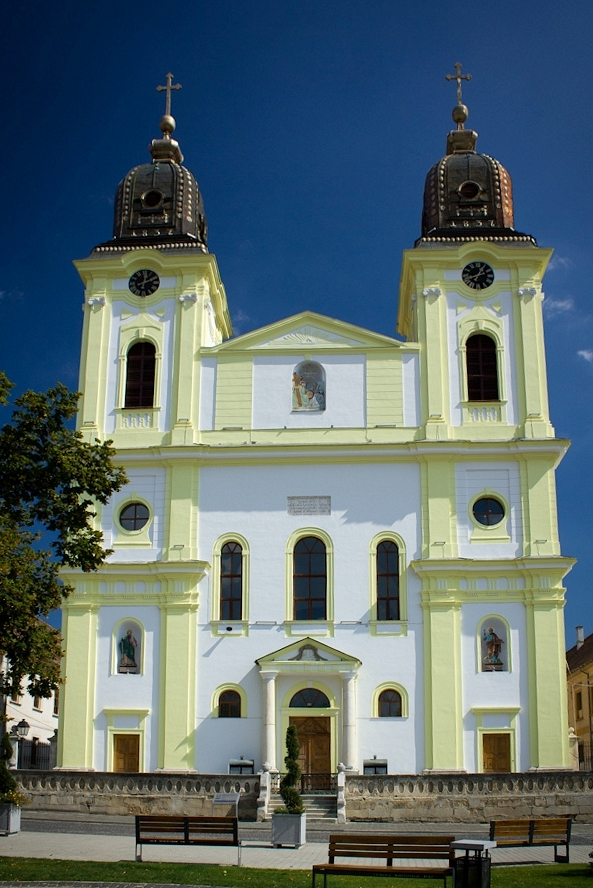
Cattedrale greco-cattolica della Santissima Trinità a Blaj

Per la maggior parte i romeni appartengono alla Chiesa ortodossa romena. Il Cattolicesimo di rito latino è praticato soprattutto dagli ungheresi e dai csángó, che in gran parte vivono in Transilvania e nella Moldavia romena, mentre il Cattolicesimo di rito bizantino è praticato dai romeni di Transilvania, fedeli della Chiesa greco-cattolica rumena. Tutti i battezzati cattolici in Romania rappresentano l'8,64% della popolazione, secondo statistiche cattoliche. Il protestantesimo (in particolare il Calvinismo, il Luteranesimo, l'Avventismo e l'Unitarianismo), è principalmente praticato da popolazioni di origine tedesca e ungherese della Transilvania. In Dobrugia, la regione che si trova sulla costa del Mar Nero, vi è una piccola minoranza islamica, resto della colonizzazione ottomana.
La comunità ebraica, che fu una delle più consistenti d'Europa (756 930 appartenenti nel 1930), subì le persecuzioni della seconda guerra mondiale per mano dei nazisti, e poi a causa della politica di Ion Antonescu (il numero degli ebrei romeni uccisi oscilla tra le 270 000 e le 380 000 persone). Dei sopravvissuti, la stragrande maggioranza è emigrata in Israele, in parte già durante la guerra, dove gli ebrei di origine romena costituiscono ora una delle presenze più importanti.

### Lingue

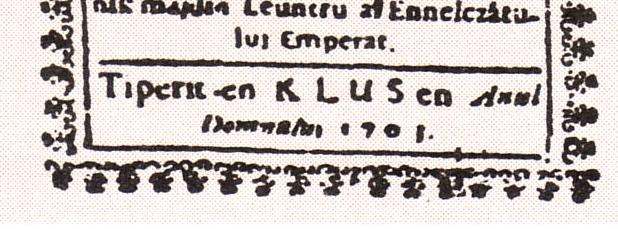
Testo romeno "Tiperit en Klus en Anul Domnului 1703” (stampato a Cluj nel 1703), sul foglio dal titolo Catehismului tradotto da G. Buitul

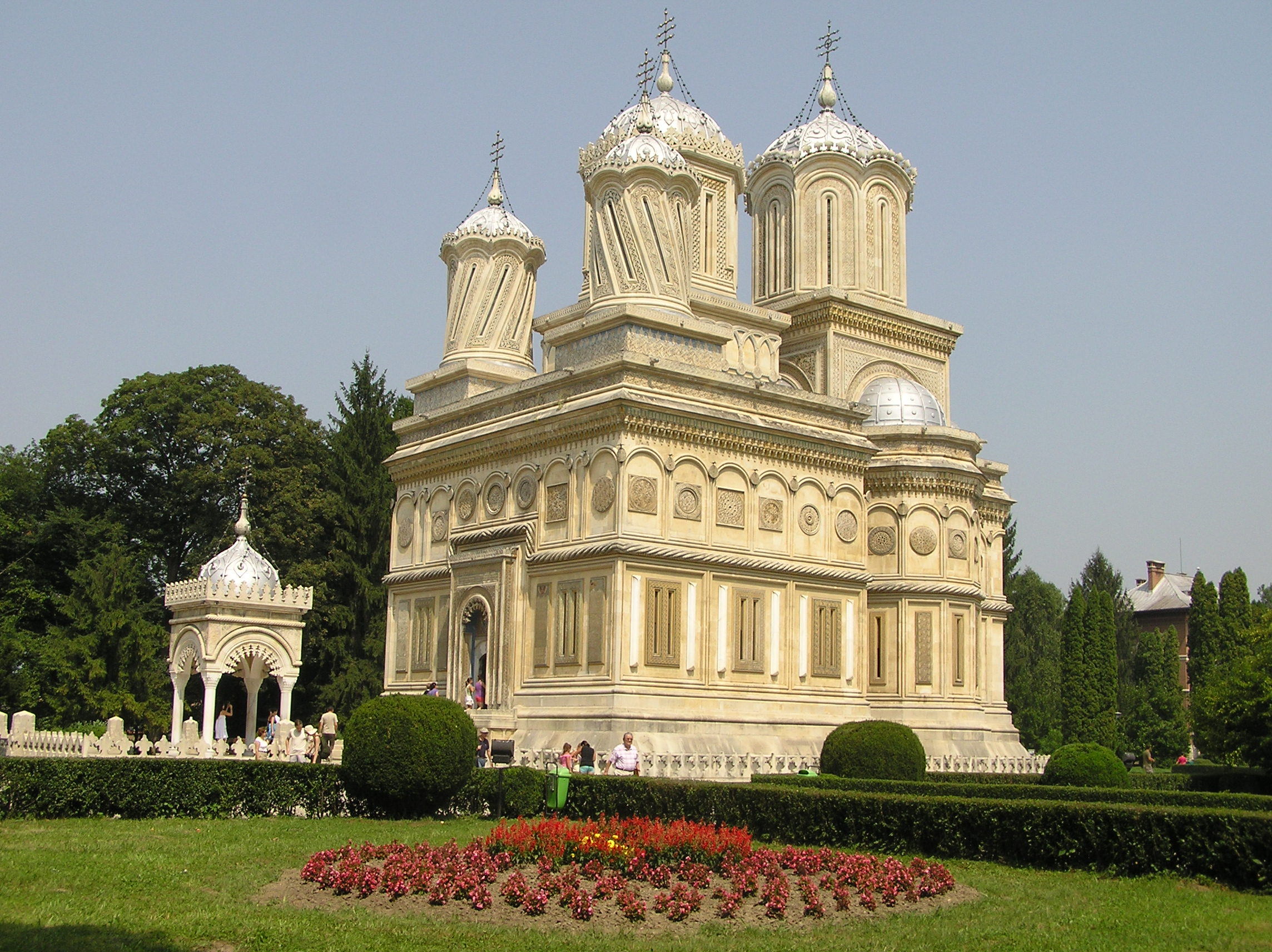
Cattedrale di Curtea de Argeș

La lingua ufficiale è il romeno, una lingua neolatina. La struttura linguistica basata sulle declinazioni è di origine latina, Il lessico deriva dal latino e da altre lingue romanze, francese in primis, con importanti influenze linguistiche slave, generalmente balcaniche, e turche. Va ricordato inoltre che solo nel XIX secolo l'alfabeto latino ha sostituito il cirillico, impiegato fino ad allora dal clero e dall'aristocrazia. La Romania e la Moldavia (intesa come attuale Repubblica Moldova) costituiscono la maggiore isola linguistica neolatina nell'Europa orientale.
Il romeno è parlato come prima lingua dall'85% della popolazione, mentre l'ungherese e il dialetto vlax della lingua romaní sono parlati rispettivamente dal 6,2% e dall'1,2% degli abitanti. Ci sono inoltre 25 000 persone di madrelingua tedesca, 32 000 di madrelingua turca e 50 000 di madrelingua ucraina, oltre ad altri gruppi di minore entità.
Vi sono nel Paese 25 000 germanofoni madrelingua e 32 000 madrelingua turchi, così come 50 000 parlanti ucraino, concentrati in alcune regioni, vicino ai confini, dove costituiscono la maggioranza della popolazione di quelle zone. Secondo l'Eurobarometro del 2012, tra le lingue straniere l'inglese è parlato dal 31% dei rumeni, il francese dal 17% e l'italiano dal 7%.

## Ordinamento dello stato
La Costituzione della Romania risale al 21 novembre 1991 (con modifica costituzionale entrata in vigore il 29 ottobre 2003), secondo la quale la Romania è una repubblica semipresidenziale nella quale il potere esecutivo viene esercitato fra il presidente e il primo ministro.
Il presidente è eletto con voto popolare per un massimo di due mandati di 5 anni (4 anni fino al 2004). Egli è il Capo di Stato incaricato di salvaguardare la costituzione, gli affari esteri e il funzionamento corretto delle autorità pubbliche. È anche il comandante supremo dell'esercito e presidente della Corte suprema di difesa. Secondo la costituzione egli funge da mediatore tra i poteri centrali dello Stato, così come tra lo Stato e la società. Il presidente nomina il primo ministro, che a sua volta sceglie il governo. Quest'ultimo deve essere confermato dal Parlamento con un voto di fiducia.
Il potere legislativo nello Stato romeno è esercitato dal Parlamento, che consiste in due camere, il Senat (Senato), che conta 176 membri e la Camera Deputaților (Camera dei Deputati), che ha 412 membri. I membri di entrambe le camere sono scelti in elezioni che si tengono ogni quattro anni.
Il potere giudiziario è indipendente, e i giudici nominati dal presidente non sono rimovibili. I procedimenti sono pubblici, eccetto circostanze particolari indicate dalla legge. Il sistema giudiziario romeno si basa sul Codice napoleonico e il civil law.
La Corte costituzionale giudica la costituzionalità delle leggi. Il Ministero della Giustizia difende l'applicazione della legge insieme con i diritti e le libertà dei cittadini.

### Regioni storico-geografiche

Regioni storico-geografiche della Romania

Il paese è diviso in 4 regioni storico-geografiche:
- Dobrugia (giallo)
- Moldavia: Moldavia propriamente detta, Bucovina (rosso)
- Transilvania: Transilvania propriamente detta, Banato, Crișana, Maramureș (verde)
- Valacchia: Muntenia e Oltenia (blu)

### Regioni storiche

Regioni storiche della Romania

Il paese è diviso in nove regioni storiche:
- Banato (Timișoara): 17217 km² - 994 445 ab.
  - Distretto di Caraș-Severin e Distretto di Timiș
- Bucovina (Suceava): 13539 km² - 1 398 045 ab.
  - Distretto di Suceava
- Crișana (Oradea): 19062 km² - 1 294 594 ab.
  - Distretto di Arad, Distretto di Bihor e Distretto di Sălaj
- Dobrugia (Costanza): 15570 km² - 968 971 ab.
  - Distretto di Costanza e Distretto di Tulcea
- Maramureș (Baia Mare): 10722 km² - 879 270 ab.
  - Distretto di Maramureș e Distretto di Satu Mare
- Moldavia (Iași): 32634 km² - 3 573 665 ab.
  - Distretto di Bacău, Distretto di Botoșani, Distretto di Galați, Distretto di Iași, Distretto di Neamț, Distretto di Vaslui e Distretto di Vrancea
- Muntenia (Bucarest): 47133 km² - 6 391 776 ab.
  - Distretto di Argeș, Distretto di Brăila, Distretto di Buzău, Distretto di Călărași, Distretto di Dâmbovița, Distretto di Giurgiu, Distretto di Ialomița, Distretto di Ilfov, Distretto di Prahova e Distretto di Teleorman
- Transilvania (Cluj-Napoca): 53191,57 km² - 4 003 642 ab.
  - Distretto di Alba, Distretto di Bistrița-Năsăud, Distretto di Brașov, Distretto di Cluj, Distretto di Covasna, Distretto di Harghita, Distretto di Hunedoara, Distretto di Mureș e Distretto di Sibiu
- Oltenia (Craiova): 29212 km² - 2 279 849 ab.
  - Distretto di Dolj, Distretto di Gorj, Distretto di Mehedinți, Distretto di Olt e Distretto di Vâlcea

### Suddivisioni amministrative
La Romania è inoltre divisa in 41 distretti (județ, plurale județe), simili ai dipartimenti francesi, e la città di Bucarest, la capitale (divisa in municipi, analogamente a altre città metropolitane europee). I distretti sono (in ordine alfabetico):
- Alba
- Arad
- Argeș
- Bacău
- Bihor
- Bistrița-Năsăud
- Botoșani
- Brașov
- Brăila
- Buzău
- Caraș-Severin
- Călărași
- Cluj
- Constanța
- Covasna
- Dâmbovița
- Dolj
- Galați
- Giurgiu
- Gorj
- Harghita
- Hunedoara
- Ialomița
- Iași
- Ilfov
- Maramureș
- Mehedinți
- Mureș
- Neamț
- Olt
- Prahova
- Satu Mare
- Sălaj
- Sibiu
- Suceava
- Teleorman
- Timiș
- Tulcea
- Vaslui
- Vâlcea
- Vrancea

Nel 2001, con la legge n. 351 sono state istituite le Zone metropolitane.

### Città principali
Principali città per numero di abitanti

### Situazione dell'infanzia e degli orfani
Nel 1989 100 000 bambini risultavano abbandonati e istituzionalizzati in pubbliche strutture. Nei primi sei mesi del 1991, vigente una legge sull'adozione inadeguata e alla presenza di intermediari talvolta poco scrupolosi, 6 752 bambini sono stati adottati da stranieri.
Da allora a oggi, la situazione è andata migliorando, e si è creato un grande momento di riflessione su tutta l'area dell'infanzia.
In un suo rapporto, l'Unicef afferma che molti dei bambini delle istituzioni sono stati abbandonati più dalla società che dai genitori che, semplicemente, non hanno i mezzi per occuparsi di loro. La maggioranza di questi bambini appartengono alla numerosa minoranza "rom", o sono figli di genitori alcolizzati e famiglie disgregate, spesso si tratta anche di figli di giovani madri che li affidano a questi orfanotrofi.
Fino al sesto mese di vita, i bambini abbandonati vengono ospedalizzati. Poi, fino ai diciotto anni di età, è previsto l'inserimento in strutture oggi modernizzate. All'abbandono provvisorio spesso segue quello definitivo.
I bambini istituzionalizzati negli orfanotrofi, oggi rispetto anche solo a dieci anni fa, dispongono di strutture notevolmente migliorate.
Nei primi anni 2000, in vista dell'ingresso della Romania nella UE, l'urgenza di adeguare le strutture esistenti ai parametri europei, tra i quali il rapporto tra superficie del centro di accoglienza e numero degli ospiti, ha portato a provvedimenti deleteri, quali la immediata restituzione dei giovani, allo scoccare del 18º anno, alle famiglie di provenienza, ancora fortemente disagiate, mentre in precedenza essi potevano permanere più a lungo nelle strutture di accoglienza. Ne è conseguito un aumento della delinquenza e prostituzione giovanile.
La politica per la tutela dell'infanzia (Protecția Copilului) è ripartita localmente tra le DGASPC (Dir. Gen. per l'Assistenza Sociale e la Tutela dell'Infanzia) distrettuali e dipende dalla Presidenza del Consiglio, che svolge attività di indirizzo e coordinamento, e i Distretti (Județ), 40 nel paese più 6 per Bucarest, che gestiscono il bilancio per la gestione dei bambini in stato di abbandono. L'ammontare del budget distrettuale è deciso con la legge finanziaria statale annuaria del Parlamento.

### Istituzioni

#### Ordinamento scolastico e Università
Il 26 ottobre del 1860 venne fondata la più antica università della Romania, l'Università Alexandru Ioan Cuza, che prende il nome dal suo fondatore, il principe Alexandru Ioan Cuza. Denominata anche Università di Iași, in quanto ha sede nella città romena di Iași

#### Forze di polizia

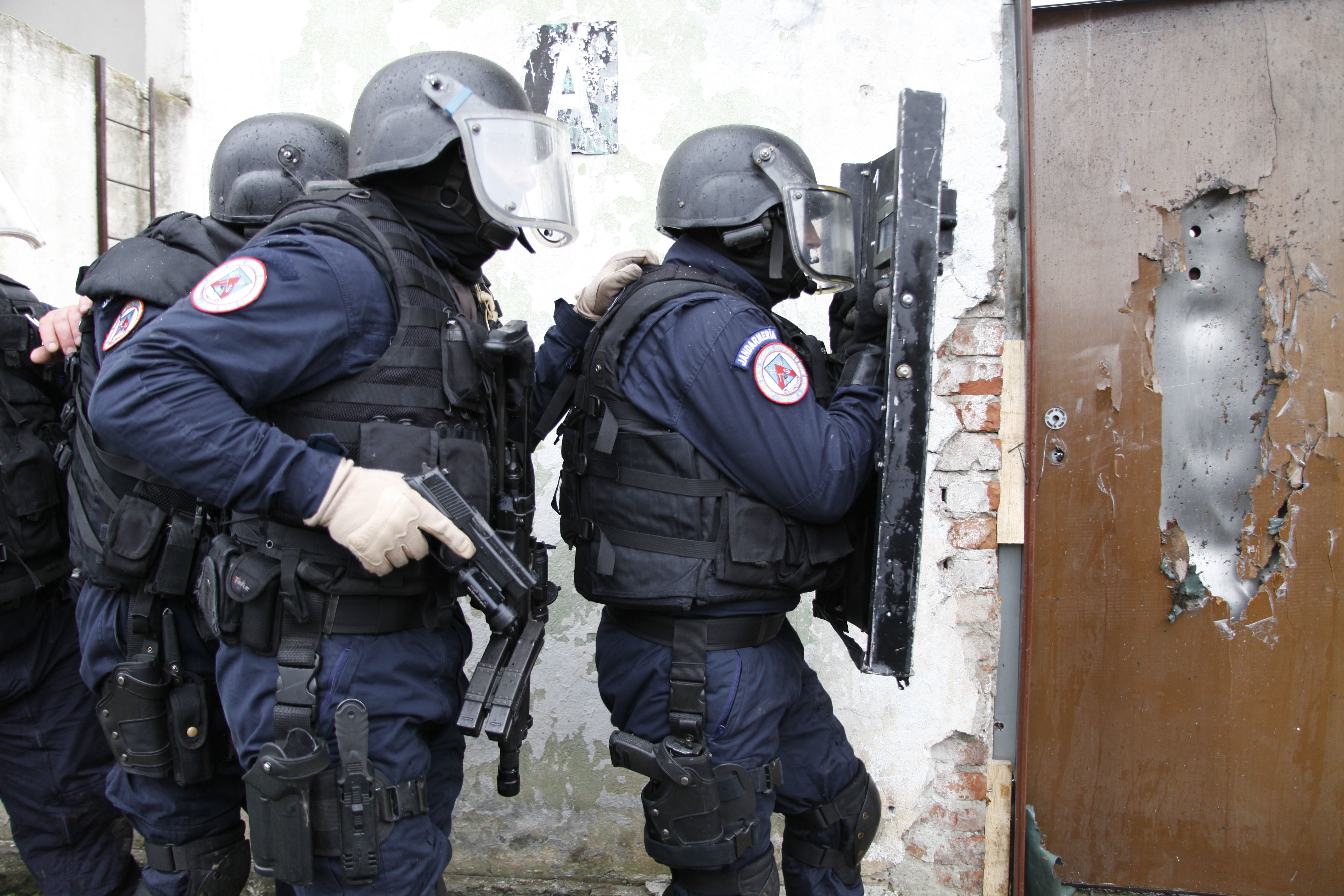
La Jandarmeria durante un'esercitazione

Per la tutela della sicurezza la Romania si avvale di diverse forze di polizia:
- Gendarmeria romena: corpo di polizia a ordinamento militare nato nel 1893
- Polizia romena: corpo di polizia a ordinamento civile istituito nel 1990 che ha sostituito il corpo precedente detto Miliția. Organizzata in specialità quali la stradale (Politia rutiera), la locale o municipale (Politia locala)
- Polizia di frontiera romena: corpo di polizia a ordinamento civile, nato nel 1990 e preposto al controllo delle frontiere
- Guardia di finanza: corpo di polizia a ordinamento civile, nato nel 1991, dipende dal ministero dell'economia. I suoi compiti principali sono il controllo delle evasioni fiscali e delle frodi economiche
- Direzione nazionale anticorruzione
- Direzione generale anticorruzione

#### Forze armate

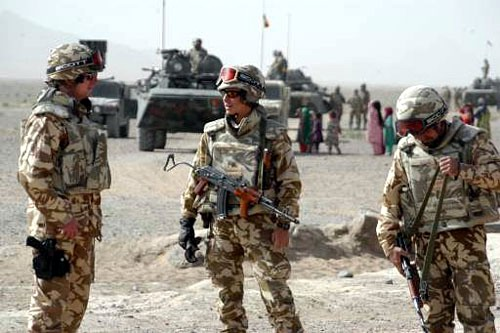
Soldati romeni in Afghanistan

La difesa della Romania è affidata alle Forze armate romene nate nel 1860. Durante la seconda guerra mondiale combatterono a fianco dei nazisti fino al 1944 quando Michele I di Romania riprese il potere e passò con gli alleati. Dopo essere entrata nella NATO la Romania sta attuando una modernizzazione delle sue forze armate, ha abolito il servizio militare obbligatorio e sta rinnovando i mezzi obsoleti.
Attualmente le forze armate romene partecipano a missioni internazionali come quella in Afghanistan e in Iraq (terminata nel 2009).

## Politica

### Politica interna

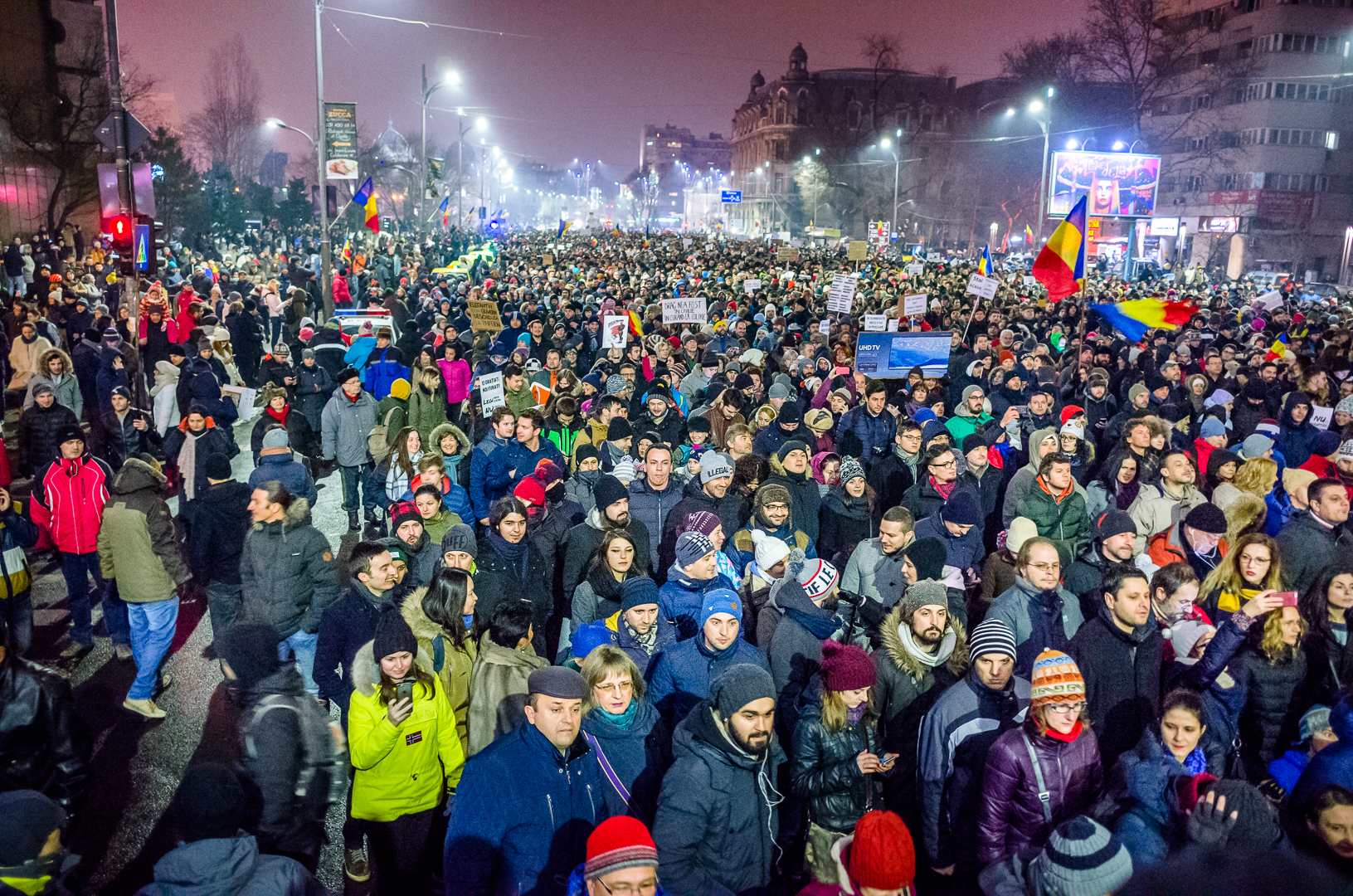
Le proteste antigovernative a Bucarest, 22 gennaio 2017

La Costituzione della Romania, risalente al 1991 e riformata nel 2003, proclama la Romania una repubblica e uno stato di diritto democratico e sociale, che ottiene la sua sovranità dal popolo. Afferma inoltre che "la dignità umana, i diritti e le libertà dei cittadini, lo sviluppo non ostacolato della personalità umana, i diritti e il pluralismo politico sono valori supremi e garantiti".
La Costituzione prevede un Presidente, un Primo ministro, un Parlamento, una Corte costituzionale e un sistema separato di tribunali inferiori tra i quali la Corte Suprema.

### Politica estera

#### Rapporti con l'Unione europea
- 1º febbraio 1992: Firma l'Accordo di Associazione con le Comunità Europee e i loro Stati membri;
- 1º febbraio 1995; Entra in vigore l'Accordo di Associazione;
- 10 dicembre 1999: Apre i negoziati di adesione con l'Unione europea;
- 15 giugno 2004: Chiude i negoziati di adesione con l'Unione europea;
- 25 aprile 2005: Il Consiglio europeo approva la sua adesione all'Unione europea[44] e firma il Trattato di adesione;[45]
- 27 maggio 2005: Deposita presso il Ministero degli Affari Esteri della Repubblica italiana i propri strumenti di ratifica del Trattato di adesione;
- 1º gennaio 2007: Diventa membro dell'Unione europea.

A partire dal 1º gennaio 2007, la Romania ha aderito all'Unione europea. I faticosi progressi che il paese ha compiuto nell'avvicinamento alla compagine continentale sono testimoniati dalla mole di lavoro che la Commissione europea ritiene vi sia ancora da fare, in particolare sotto il profilo della lotta alla corruzione. Anche l'avanzamento nel settore sociale resta tuttavia un elemento d'analisi per verificare quanto il paese si dimostrerà solerte nel proseguire l'opera di rinnovamento e di risanamento successivamente all'ingresso nell'Unione europea.

## Economia

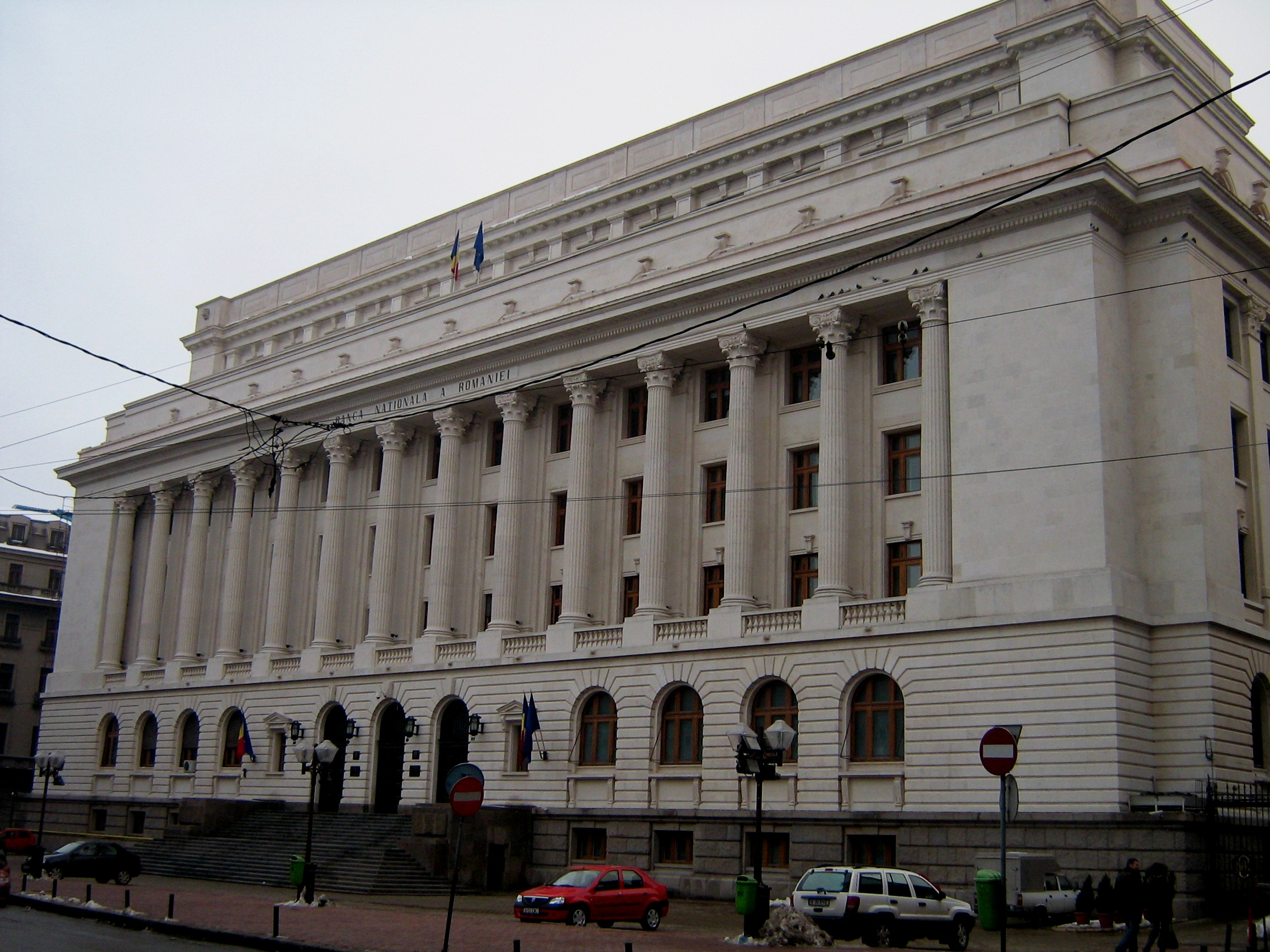
Banca nazionale della Romania

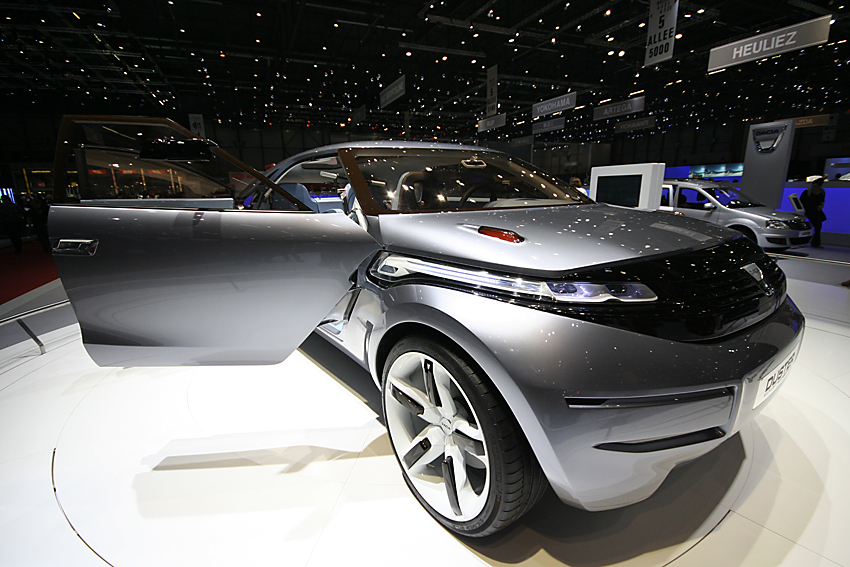
Dacia Duster al salone dell'automobile di Ginevra

Dopo il collasso del Blocco Sovietico nel 1989-1991, la Romania è rimasta con una base industriale obsoleta e un paniere di capacità industriali totalmente inadatto ai suoi bisogni.
Nel febbraio 1997 la Romania intraprese un programma comprensivo di stabilizzazione macroeconomica e riforma strutturale, ma questa riforma fu successivamente un frustrante processo a singhiozzo. I programmi di ristrutturazione includevano la privatizzazione o liquidazione di grandi industrie ad alto consumo elettrico (combinat) e maggiori riforme nel settore dell'agricoltura e della finanza. Nel 1999 l'economia della Romania si è contratta per il terzo anno consecutivo di circa il 4,8%.
La Romania ha raggiunto in agosto 1997 un accordo con il Fondo Monetario Internazionale per un prestito di 547 milioni di dollari, ma il rilascio della seconda rata è stato procrastinato in ottobre a causa dei requisiti non raggiunti sul prestito per il settore privato e cambiamenti nelle spese budgetarie.
Bucarest ha evitato di dichiararsi insolvente per gli interessi di metà anno, ma ha dovuto usare le riserve per farlo, riserve che sono arrivate approssimativamente a 1,5 miliardi di dollari alla fine dell'anno 1999.
Le priorità del governo includevano: ottenere un rinnovo del prestito del FMI, concentrarsi sulla politica fiscale, accelerare la privatizzazione e ristrutturare le imprese senza profitto.
Dal 2002 vi sono stati anni di successo di crescita economica che è stata stimata essere del 4,5% per anno, tasso che è cresciuto a più del 5% nel 2005. Dal 2003 l'aumento dei salari supera il tasso di inflazione, che era di circa 1,2% per mese, ma che successivamente è decresciuta. Nel 2005 l'inflazione si è abbassata al 7,8% annuo ed era stimata in calo anche per il 2006. Sono però in forte aumento anche i prezzi immobiliari. Col calo dell'inflazione, è stata possibile una riforma monetaria che ha introdotto il nuovo Leu (RON) in luogo di 10 000 vecchi Lei, e che nel 2006 valeva circa 3,6 volte meno dell'euro. Il peso del settore agricolo, che ancora di recente sfiorava il 40% del PIL complessivo, sta diminuendo in favore dei settori industriale e dei servizi ed attualmente è sotto il 10%; sempre di rilievo è l'immensa produzione mensile di sale estratto dalle miniere rumene che riforniscono buona parte dell'Europa.
La Romania è entrata nell'UE il 1º gennaio del 2007 insieme con la Bulgaria.
Nel 2007 l'economia è aumentata dell'8% e del 7,2% nel 2008. L'anno di crisi 2009 ha quasi del tutto annullato la crescita precedente, con un ribasso pari allo 7,05%. La retromarcia dell'economia nel periodo di crisi è stata causata dalla falsa crescita avvenuta negli anni precedenti, ovvero una crescita economica basata sul boom immobiliare e sui prestiti bancari destinati al consumo, senza investimenti concreti del governo nelle infrastrutture e nella produttività del paese. La contrazione dell'economia ha causato una notevole riduzione degli incassi delle tasse, costringendo il governo a richiedere un prestito pari a circa 20 miliardi di dollari / $ al Fondo Monetario Internazionale e alla Banca Mondiale. Il finanziamento richiesto dal governo è stato ampiamente criticato dai media e dalla popolazione. Inoltre, nel maggio 2010 i salari degli statali sono stati ridotti del 25% e l'IVA aumentata dal 19% al 24% (ridotta gradualmente dal 2016 al 19%), misure prese per contrastare l'aumento del deficit budgetario.
Nel 2010 il salario netto medio mensile è stato di circa 2 322 lei (RON), pari a circa 540 €, calcolato a un corso di 4,3 lei/Euro.
Il 1° agosto 2025, per contrastare l’aumento del deficit pubblico, l’aliquota ordinaria dell’IVA è aumentata dal 19% al 22%, mentre le aliquote ridotte del 9% e del 5% sono state unificate e portate all’11%.

### Agricoltura
La Romania possiede una produzione agricola sviluppata su circa 14,7 milioni di ettari. Secondo alcune rilevazioni effettuate nell'agosto del 2009, circa 3 milioni di persone (ovvero il 30% della popolazione rumena) lavora nel comparto dell'agricoltura. La meccanizzazione è relativamente povera, con una stima di un trattore ogni 54 ettari. In Romania ci sono circa 170 000 trattori, l'80% dei quali risulta però vecchio e obsoleto, per lo più risalente al periodo del Regime Comunista. La cura dei campi è dunque in parte portata ancora avanti grazie all'aiuto degli animali.
Le maggiori produzioni agricole rumene sono quelle legate al girasole e alla soia, con rispettivamente 991.000 e 191.000 ettari coltivati.

### Industria dei trasporti
Sino al 1989, anno della caduta del regime comunista, la Romania era stata tra i principali produttori di automobili e veicoli di tutto il blocco est europeo. Successivamente al 1989, le produzioni nazionali sono calate in maniera consistente. Dopo il 1990 molte aziende, tra cui l'ARO e la Oltcit, dichiararono bancarotta e furono privatizzate. Con la liberarlizzazione del mercato inoltre molti marchi stranieri, tra cui la Volvo, la Ford e la Toyota mostrarono vivo interesse verso la Romania, con l'intento di aprire delle vere e proprie attività decentrate di produzione.

### Trasporti

Cartina che illustra la rete stradale romena

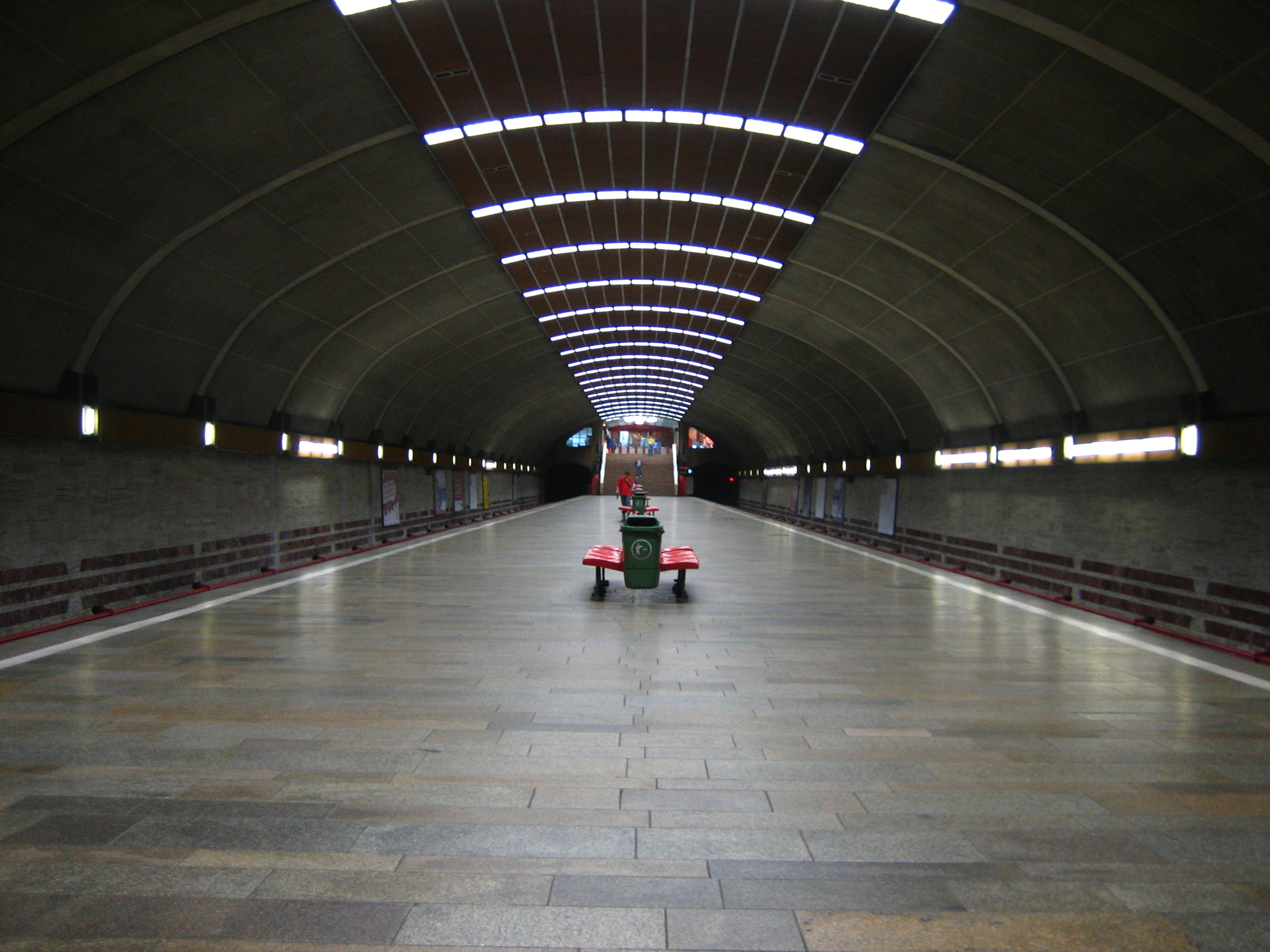
Stazione del metro Titan di Bucarest

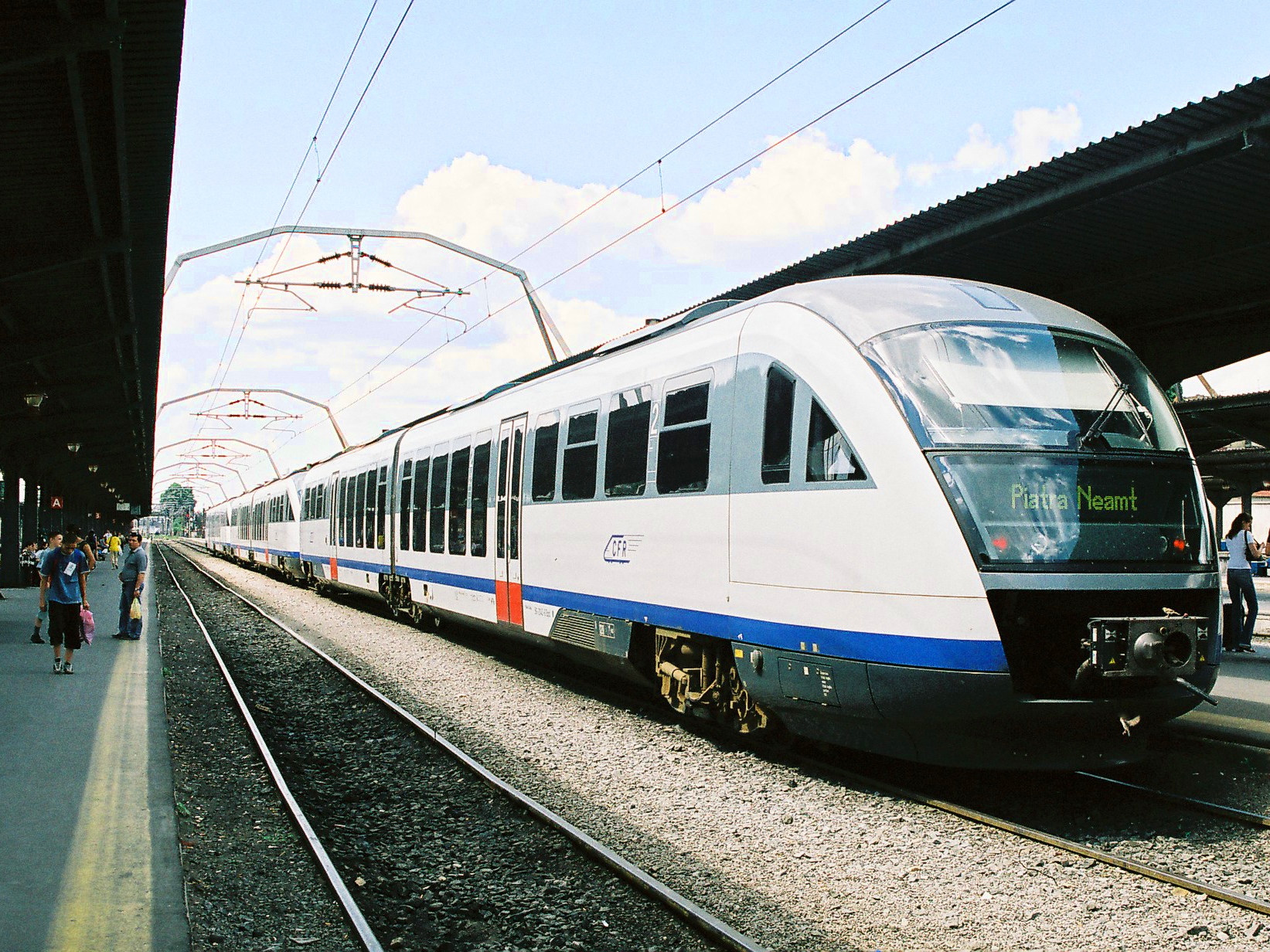
Treno CFR

Dalla sua posizione geografica, la Romania è una zona di intersezione di molti trasporti, che lega l'Europa del sud con quella del nord e la parte orientale con quella occidentale di questa.
Negli ultimi anni il paese ha investito molto per allargare e modernizzare la rete stradale, anche se ancora non soddisfa l'economia attuale: le regioni della Transilvania e del Banato sono state quelle che hanno investito di più nel settore, motivo per cui il loro tasso di esportazioni - anche con altri paesi dell'Unione europea - è divenuto di molto superiore rispetto ad altre zone dell'est del paese come la regione Moldova. Il divario fra le regioni dell'ovest della Romania, avviate verso uno sviluppo costante, e quelle orientali è attualmente in forte aumento.
Ad oggi, la Romania ha una rete autostradale di 764 km che comprende: A1: Bucarest - Pitești, Sibiu (Șelimbăr) - Deva (Șoimuș), Traian Vuia - Balinț, Timișoara (Izvin) - Arad, Pecica - Nădlac; A2: Bucarest - Costanza; A3: Bucarest (Crețuleasca), - Ploiești (Bărcănești), Câmpia Turzii - Gilău; A4: Ovidiu, Porto di Costanza; A6: Balinț - Lugoj.
La compagnia nazionale di trasporti ferroviari della Romania è Căile Ferate Române (CFR) che nel 2004 comprendeva 11380 km di infrastruttura ferroviaria (la quarta ferrovia più grande dell'Europa), di cui 8585 km elettrificata.
Gli aeroporti in Romania destinati al traffico aereo pubblico sono 17, tutti internazionali.
La compagnia aerea di bandiera è la Tarom; recentemente hanno aperto collegamenti con Bucarest e altri aeroporti (tra cui Timișoara e Cluj) diverse compagnie low-cost (fra cui la romena Blue-Air, l'ungherese-polacca Wizz Air e l'irlandese Ryanair)
Il trasporto fluviale romeno è ancora poco utilizzato, tuttavia è in grande crescita grazie ai molti fiumi navigabili e al Danubio.

### Turismo

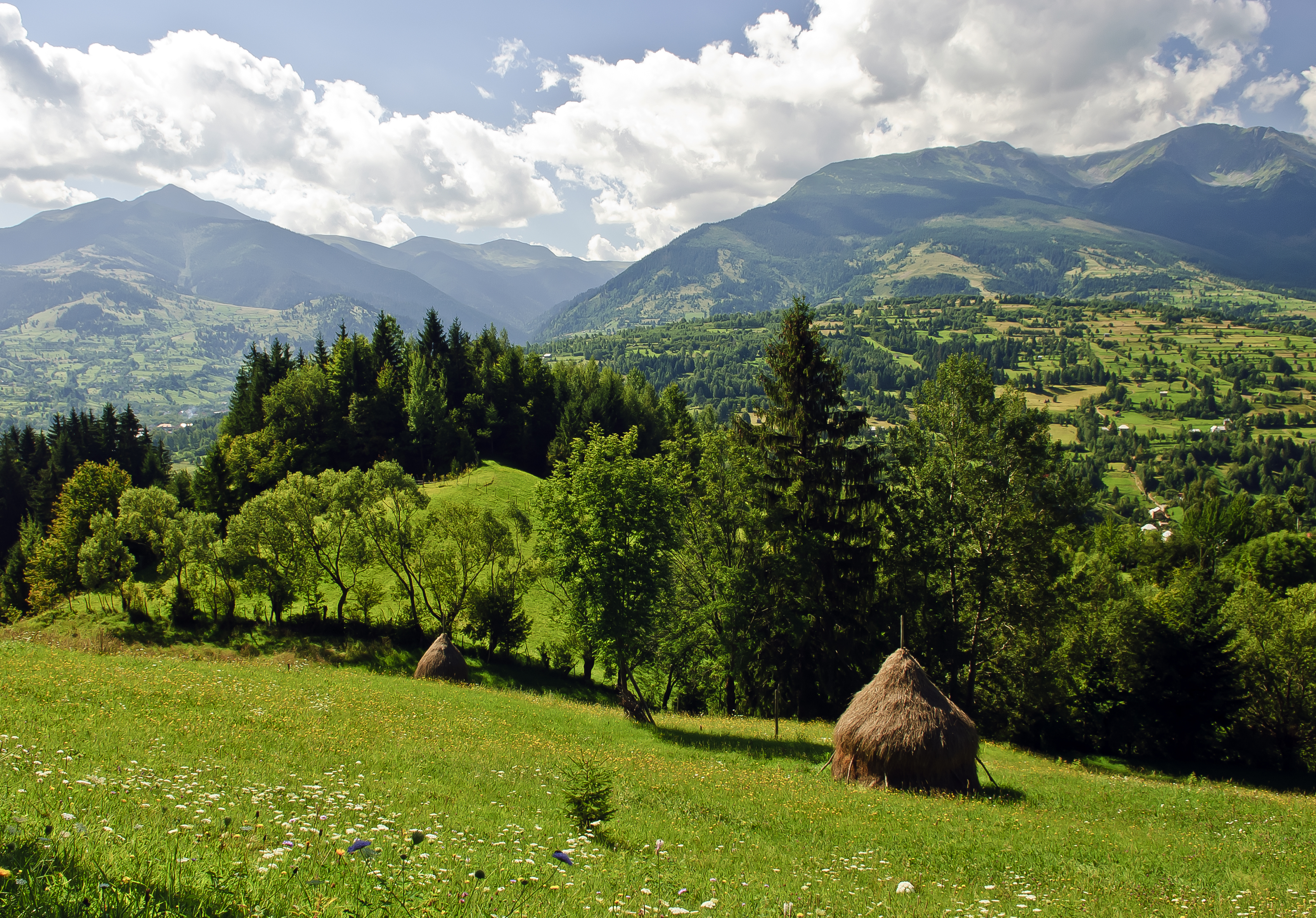
Carpazi Orientali

La Romania è composta per 33% di montagne, per 33% di colline e per 33% di pianure. All'estremità orientale del paese si trova il Mar Nero dove ci sono le località costiere più visitate del paese: Mamaia e Costanza. Grandi stazioni montane (Sinaia, Bușteni, Predeal ecc.) si trovano all'estremità orientale delle Alpi Transilvaniche, mentre i Monti Apuseni, di formazione carsica, sono ricchi di grotte, doline, pozzi, ecc.
La Bucovina è una regione montuosa ricca di incantevoli paesaggi e con un alto numero di visite annue, aumentate soprattutto negli ultimi anni. Collocata nel nord-est della Romania, visitando questa regione si respira un clima unico, con molti luoghi storici da visitare (come il monastero di Putna costruito da Stefano il Grande o gli affreschi del monastero di Voroneṭ, che dal 1993 fa parte del patrimonio UNESCO dell'umanità). Per quanto riguarda la gastronomia vanno ricordate almeno la păstrăv cu smântână e la ciorbă rădăuțeană (funghi porcini molto apprezzati in questa regione). La regione ha una vasta offerta turistica, conveniente grazie a innumerevoli agriturismi e bed and breakfast.
Il delta del Danubio è il più esteso e meglio conservato dei delta europei.
La Transilvania si vanta di avere la più grande concentrazione di fortificazioni medievali del continente (le chiese fortificate), oltre che numerosi castelli, chiese lignee e città medioevali (Alba Iulia, Bistrița, Brașov, Cluj-Napoca, Făgăraș, Gherla, Mediaș, Sighișoara, Râșnov, Sibiu, Târgu Mureș ecc.).

### Economisti
- Mihail Manoilescu (1891-1950)
- Nicholas Georgescu-Roegen (1906-1994)
- Anghel Rugina (1913-2008)
- Abba Lerner (1903-1982)
- Edward Luttwak (1942- )
- Virgil Madgearu (1887-1940)
- Mugur Isărescu (1949- )
- Paul Einzig (1897-1973)
- Victor Slăvescu (1891-1977)
- Virgiliu Stoenescu (1947- )

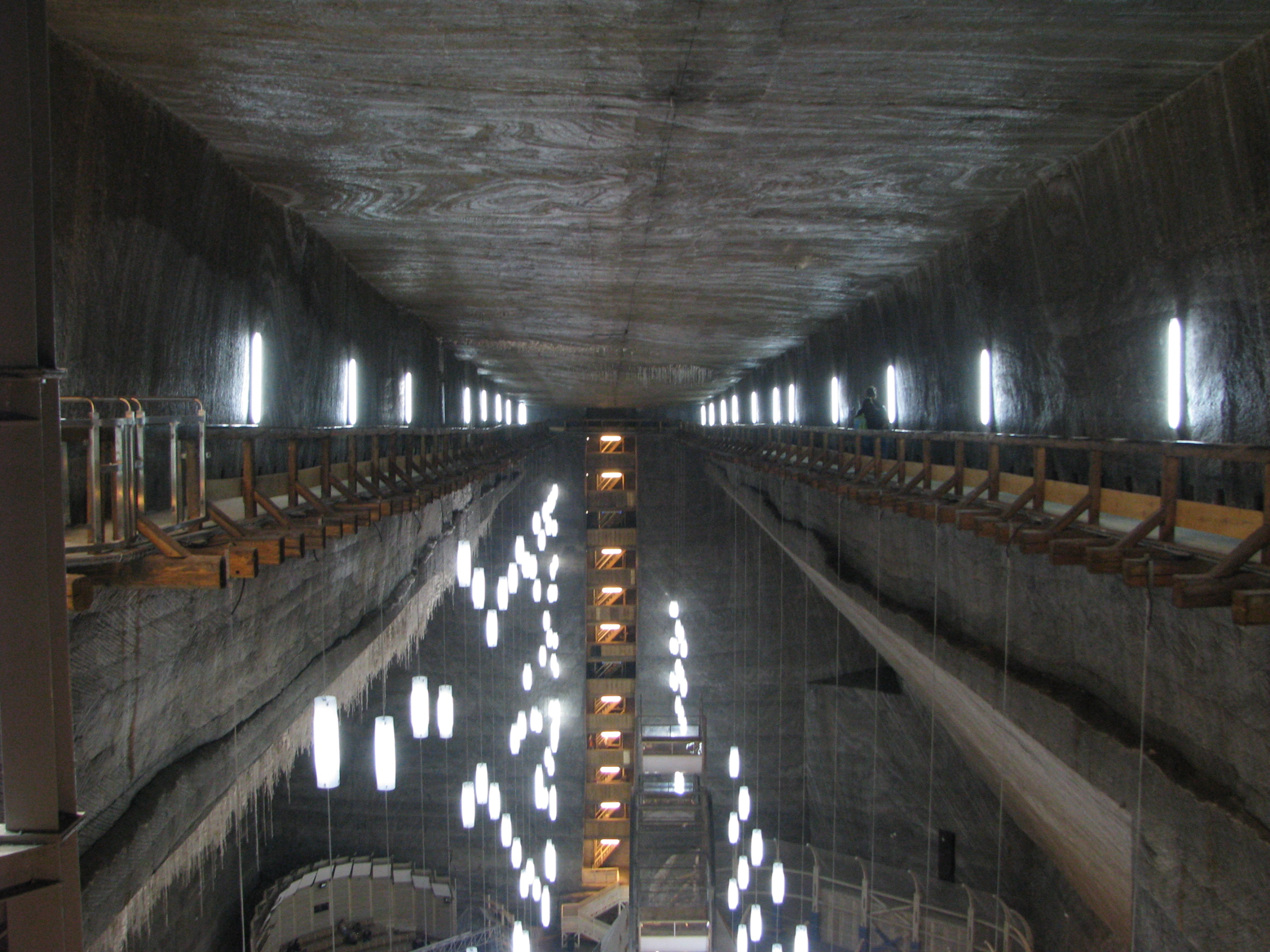
Miniera di sale di Turda
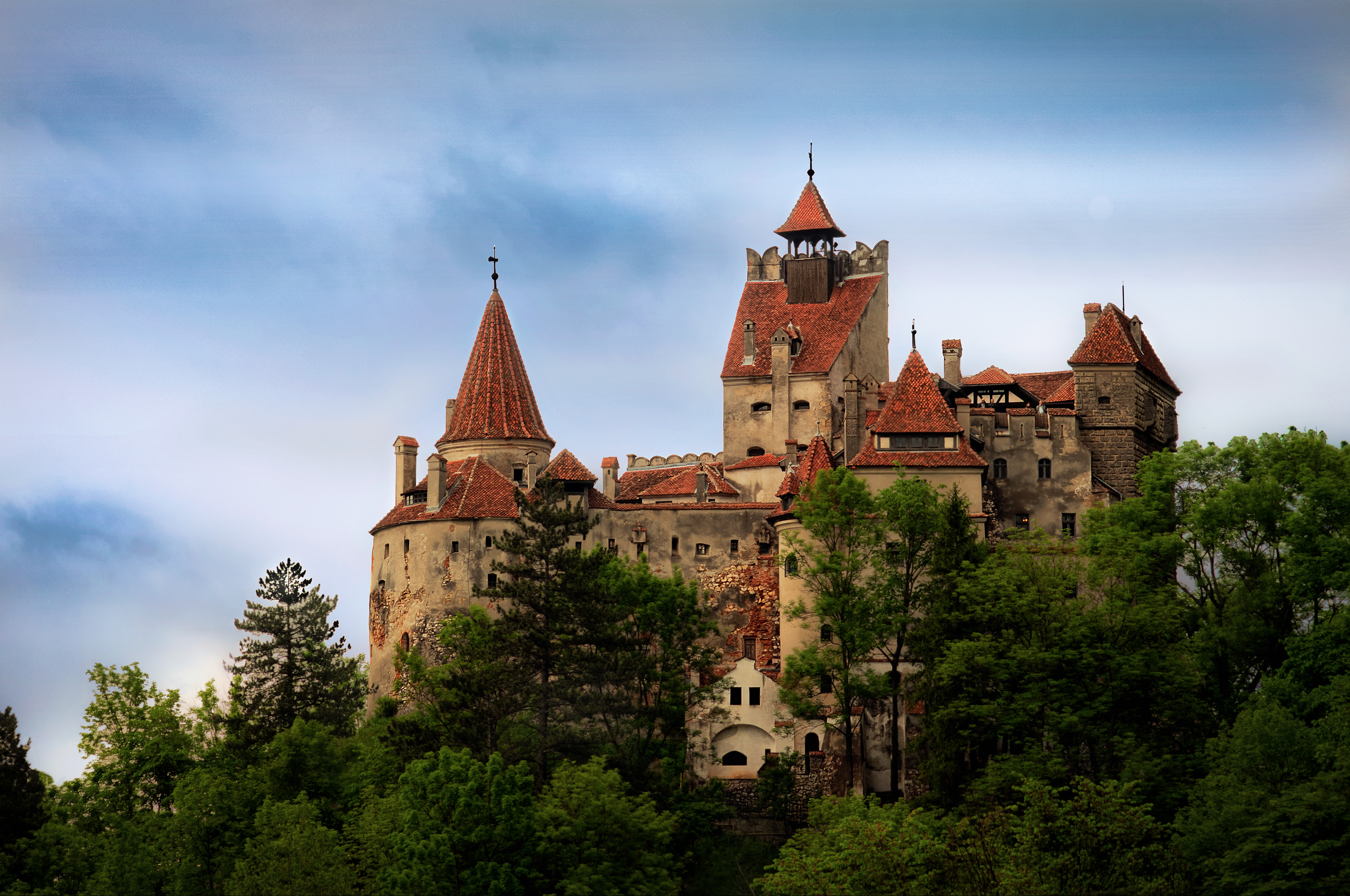
Castello di Bran
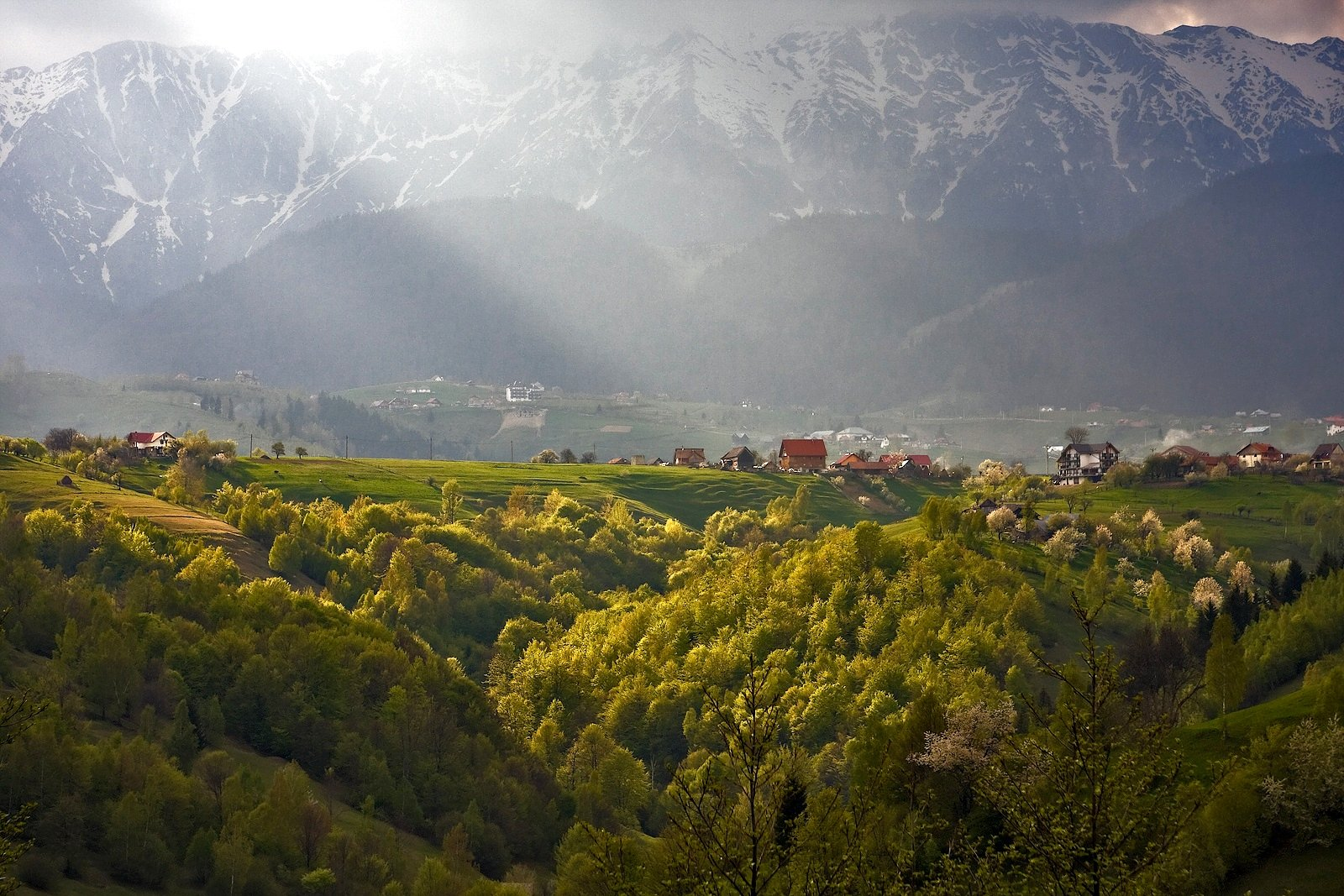
Monti del Piatra Craiului
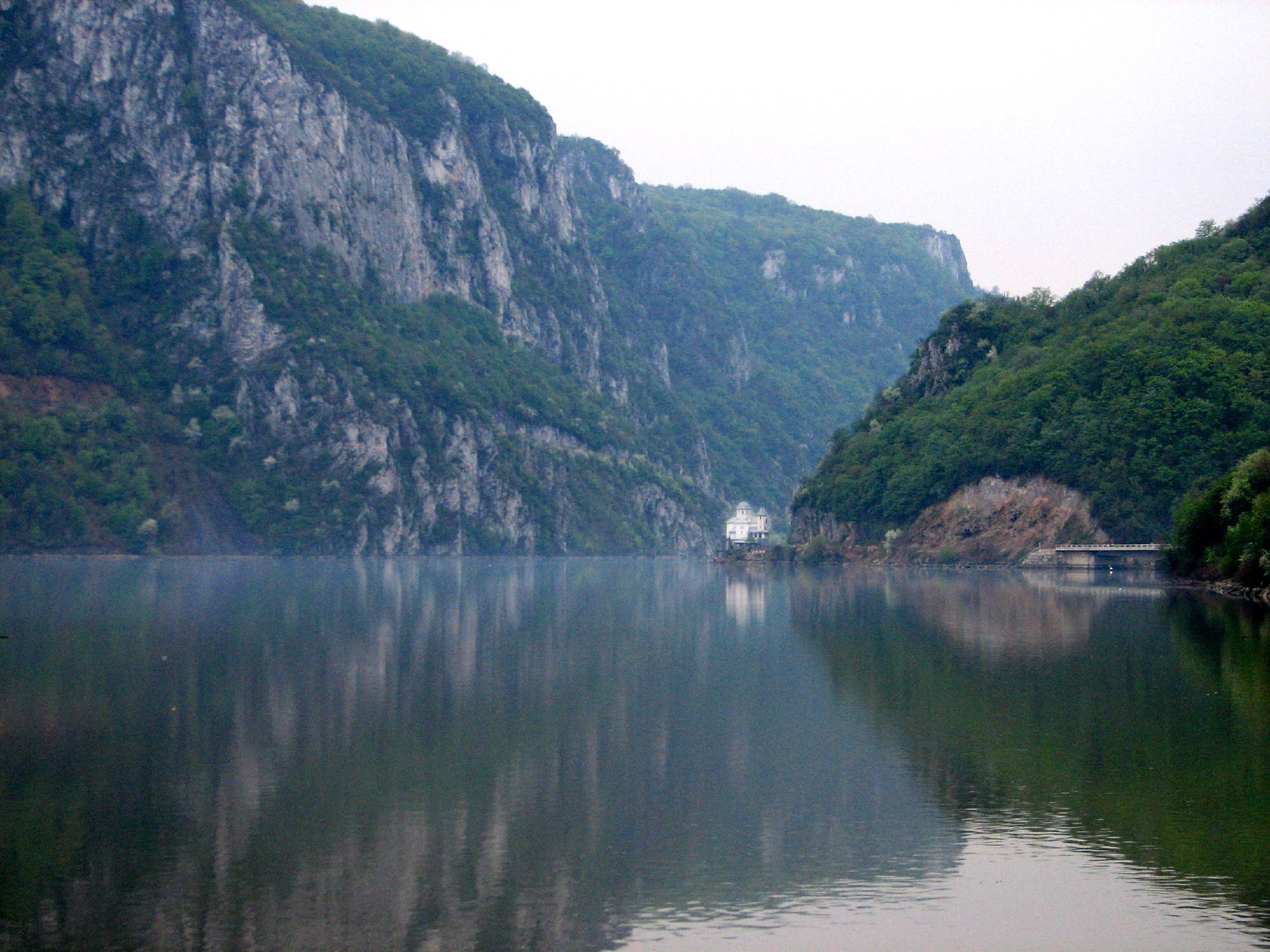
Porte di ferro
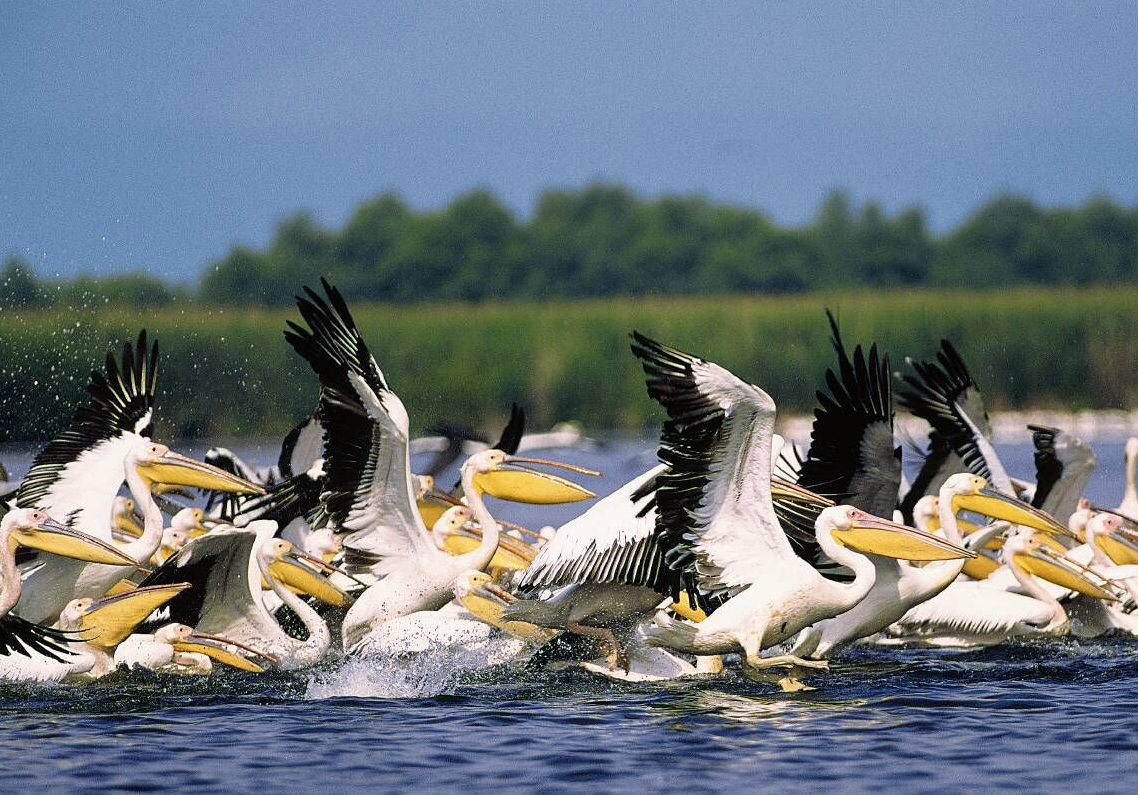
Pellicani del Delta del Danubio
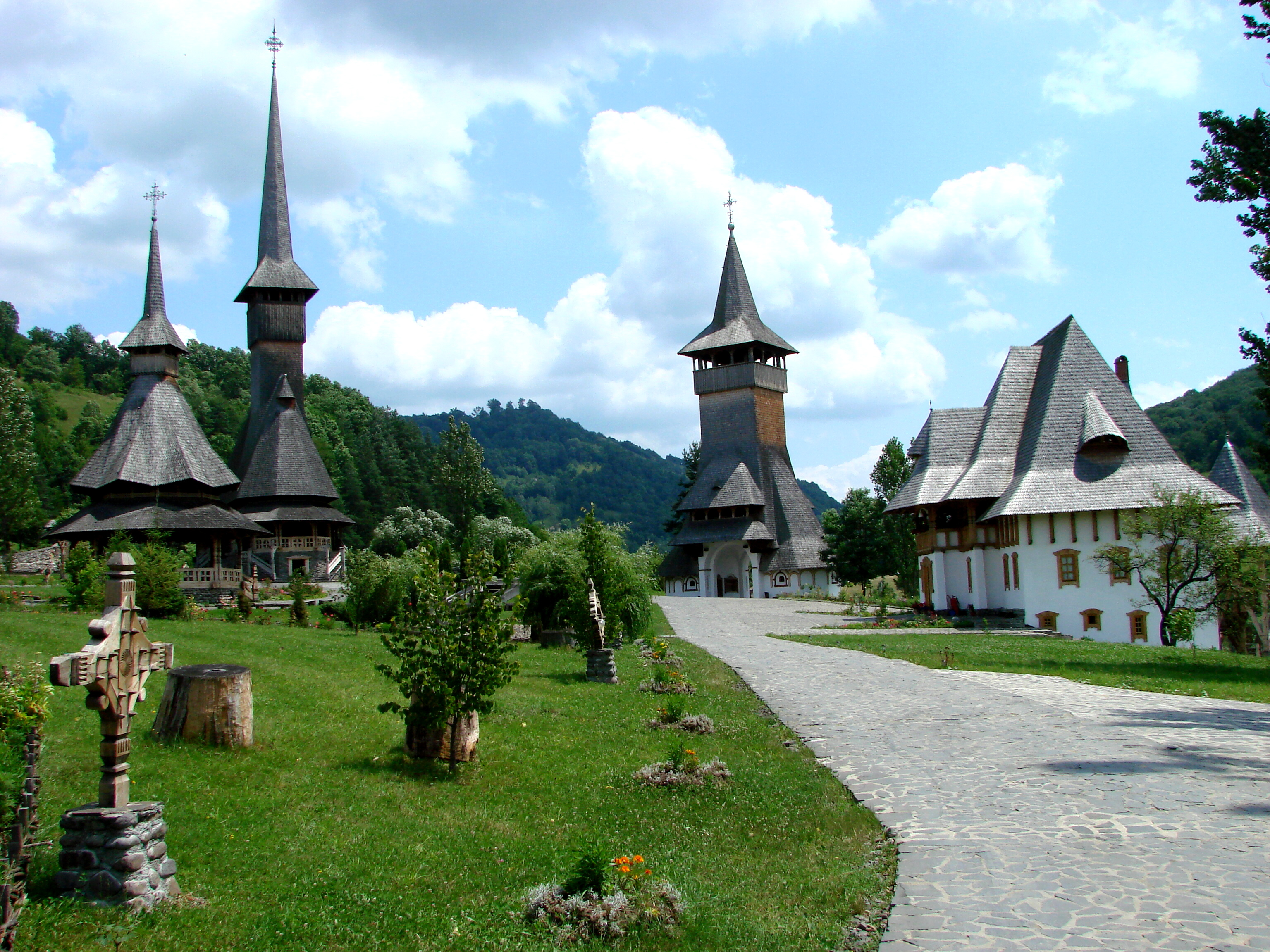
Chiese lignee di Bârsana
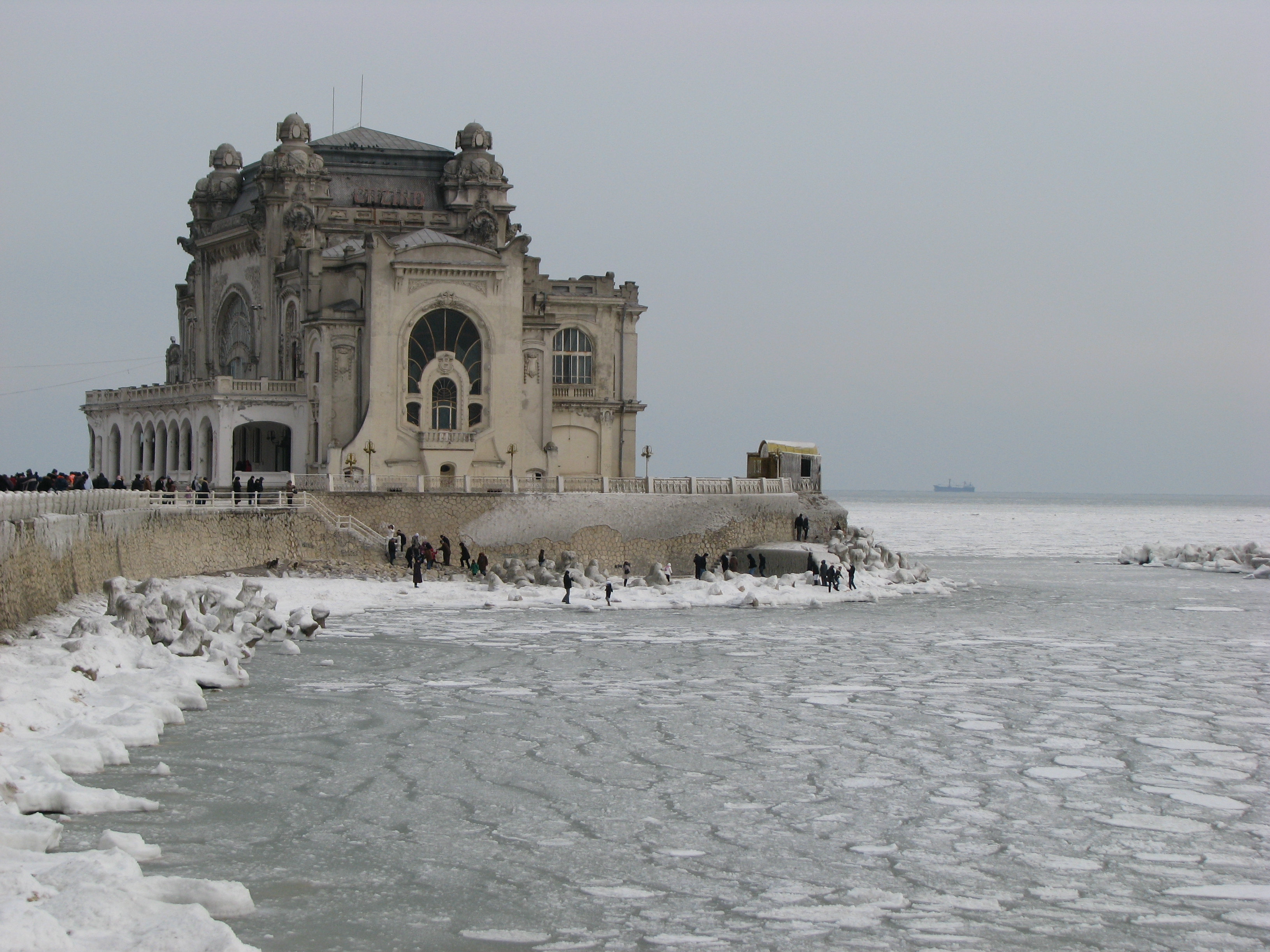
Casinò di Costanza
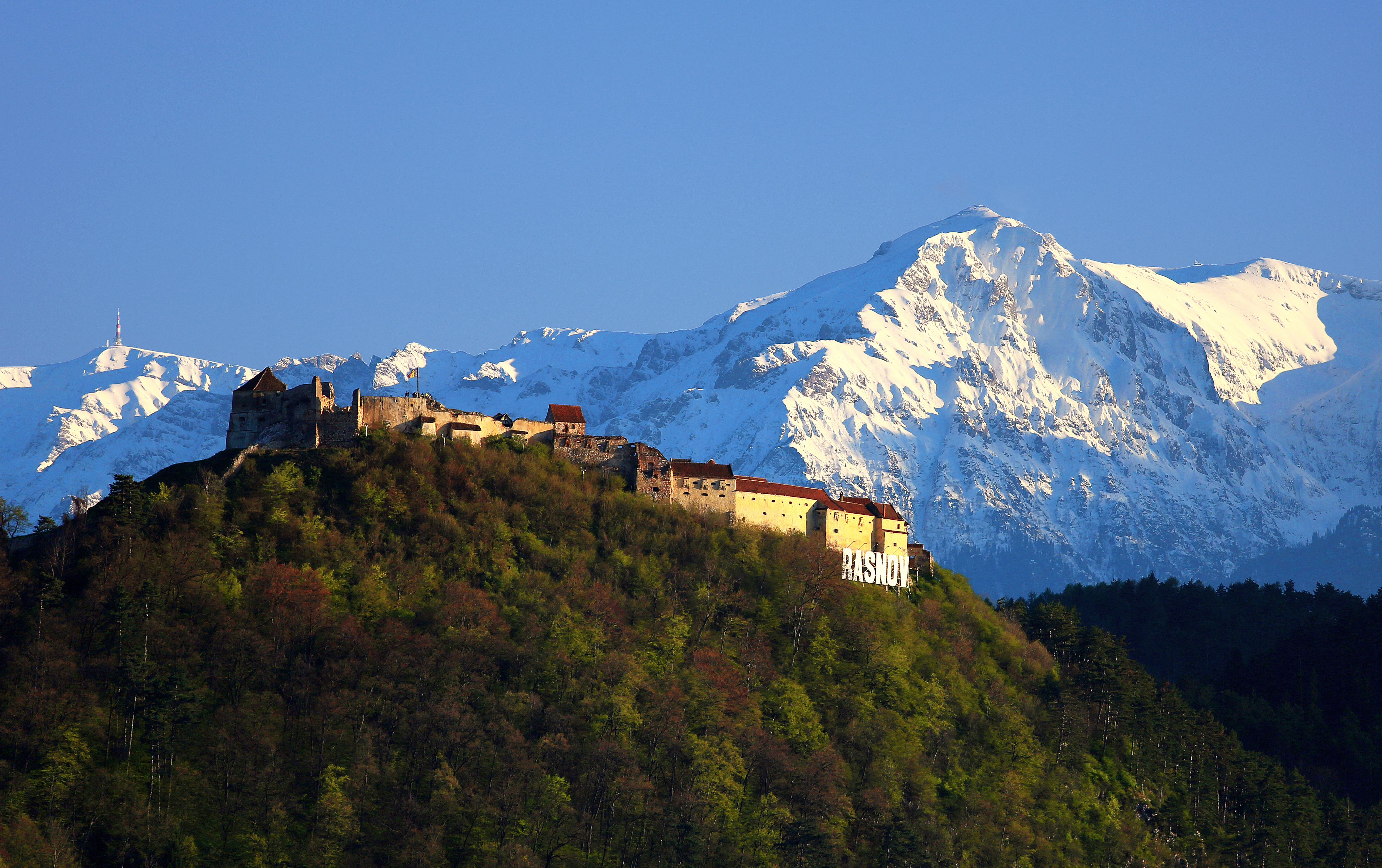
Fortificazioni di Râșnov

## Cultura
Le città rumene di Sibiu (nel 2007) e Timișoara (nel 2023) sono state nominate capitali europee della cultura.

### Storia e archeologia

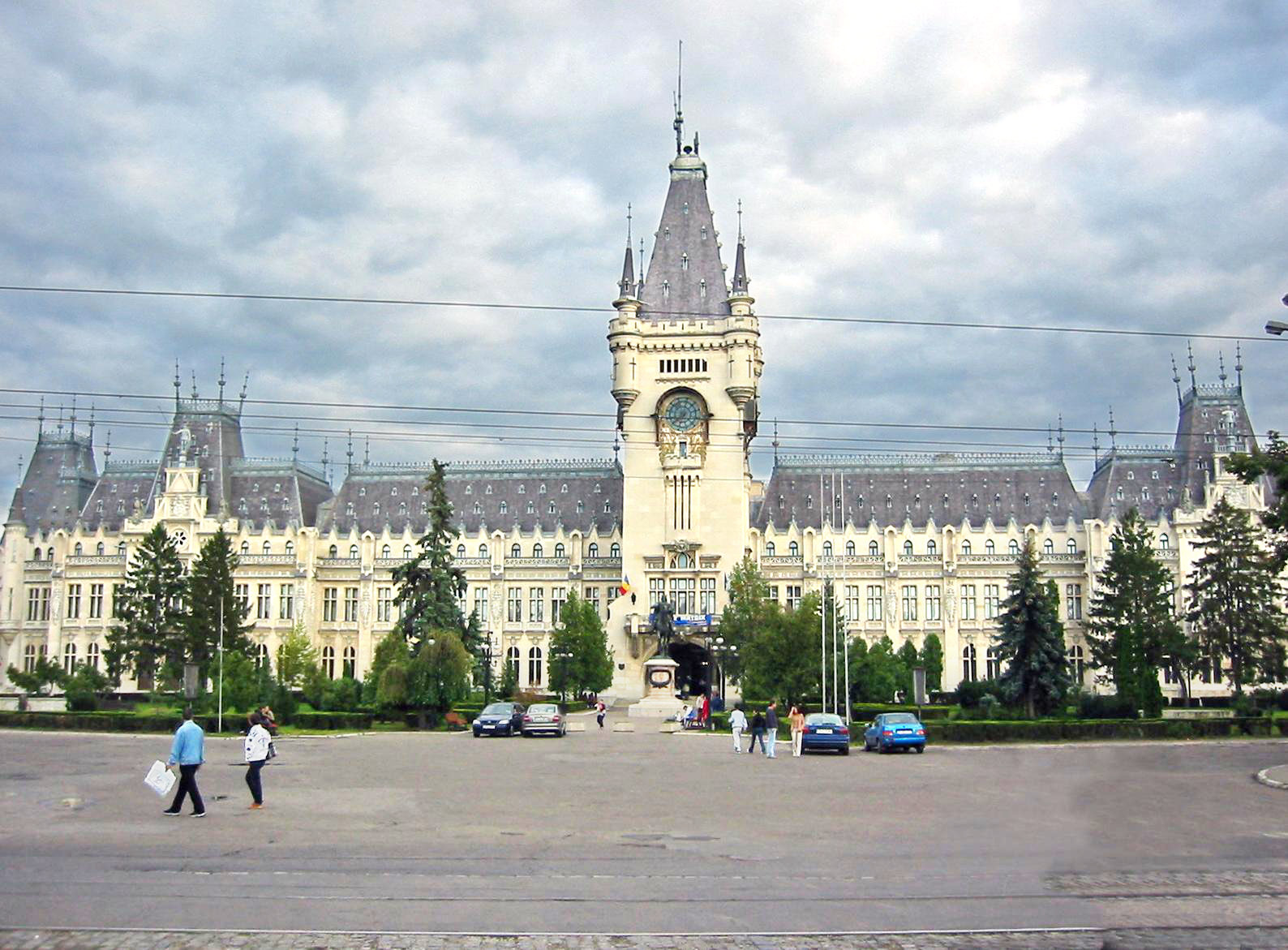
Palazzo della Cultura di Iași

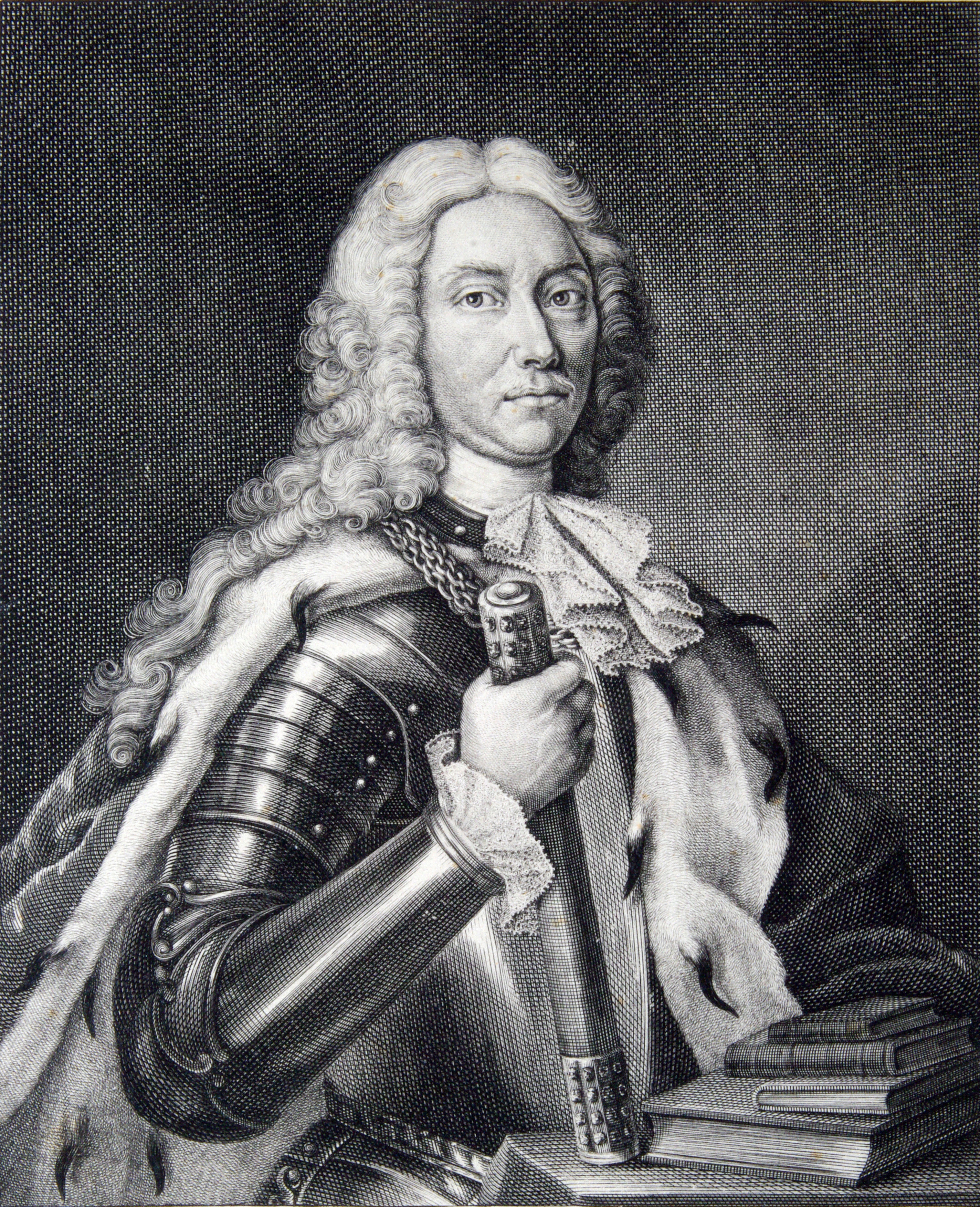
Dimitrie Cantemir

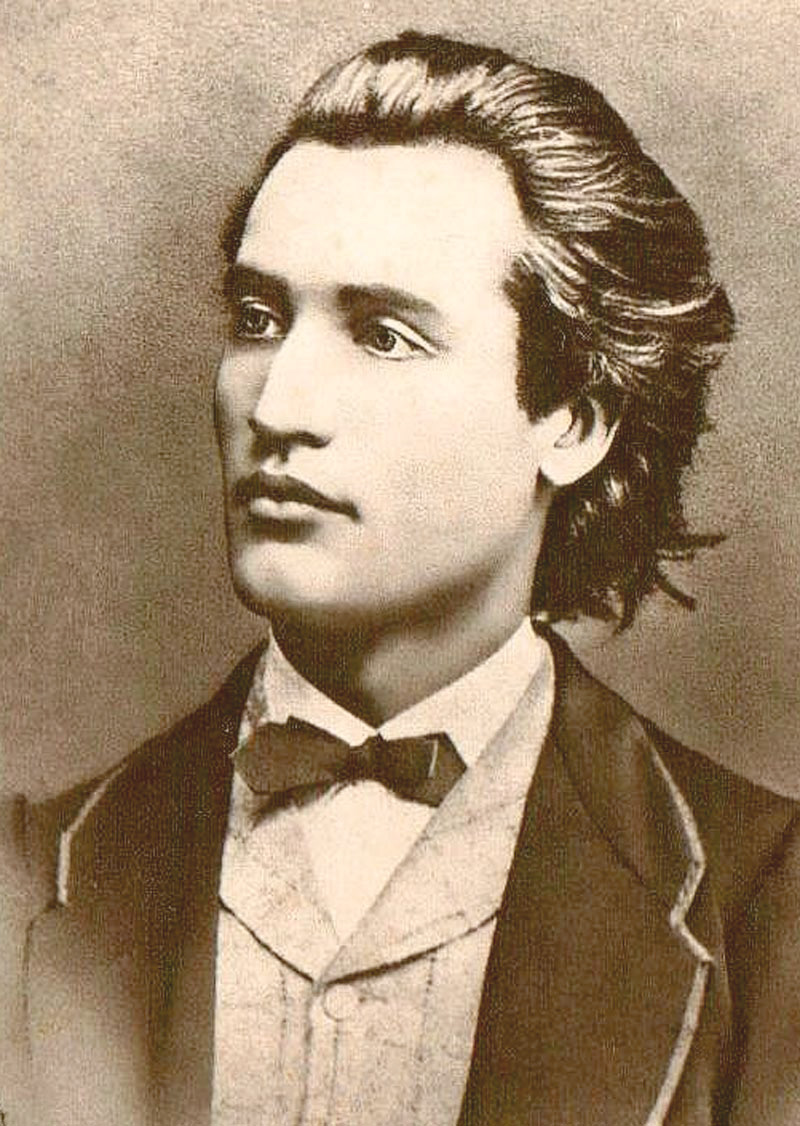
Mihai Eminescu

- Dinu Adameșteanu (1913-2004), archeologo classico
- Mircea Eliade (1907-1986), storico delle religioni
- Ioan Petru Culianu (1950-1991), storico delle religioni
- Nicolae Iorga - (1871-1940), storico, politico e accademico di Romania

### Filosofia
- Emil Cioran
- Eugene Ionesco
- Constantin Noica

### Letteratura

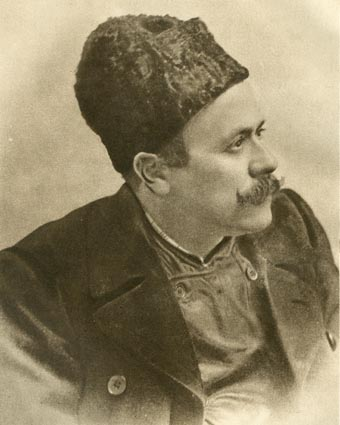
Ion Luca Caragiale

- Gabriela Adameșteanu, 2 aprile 1942, scrittrice di romanzi, prosa breve, saggi, giornalista e traduttrice.
- Lucian Blaga
- Ion Luca Caragiale
- Mircea Cărtărescu
- Paul Celan (1920-1970), poeta.
- Dan Dănilă, poeta.
- Vintilă Horia
- Camil Petrescu
- Doina Ruști
- Mihail Sebastian
- Mihai Eminescu, poeta nazionale[50].
- Vasile Alecsandri
- Ion Creangă
- Matei Vișniec
- Eugène Ionesco (1909-1994), tra i massimi esponenti del Teatro dell'assurdo
- Emil Cioran (1911-1995)
- Mihail Sadoveanu
- Adrian Păunescu
- Tudor Arghezi

### Arte

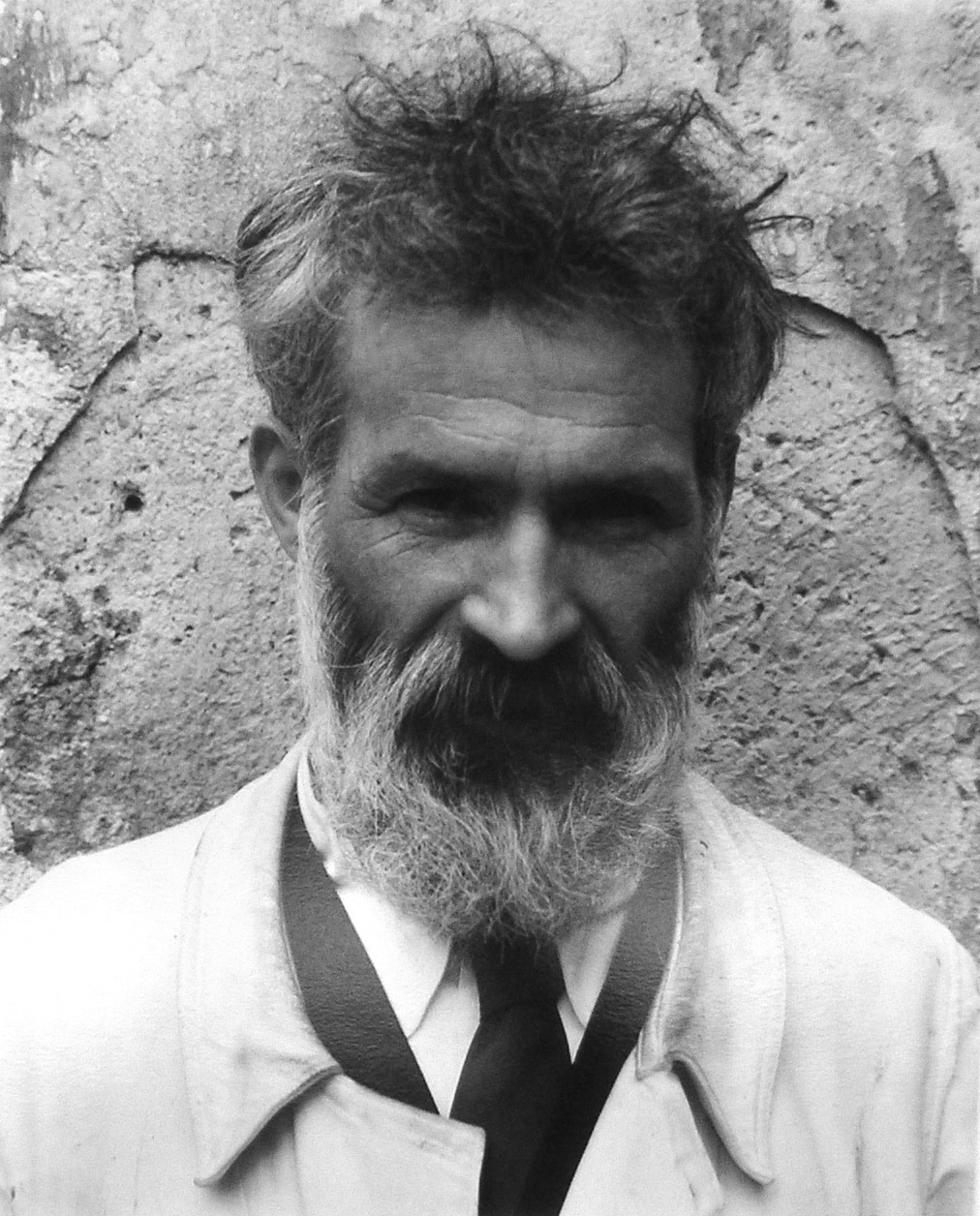
Constantin Brâncuși, tra le maggiori personalità della scultura moderna.

#### Scultura
- Constantin Brâncuși (1876-1957), tra i maggiori esponenti della scultura moderna.
- Gheorghe Leonida, realizzò la testa del Cristo Redentore, la statua di Gesù Cristo a Rio de Janeiro, una delle sette meraviglie del mondo.
- Pavel Bucur, ha realizzato il monumento più alto della Romania e numerose opere in tutta Europa.

#### Pittura
- Victor Brauner (1903-1966)
- Theodor Aman (1831-1891)
- Ion Andreescu, (1850-1852)
- Corneliu Baba (1907-1997)
- Lucian Grigorescu (1894-1965)
- Nicolae Grigorescu (1838-1907)
- Ștefan Luchian (1868-1916)
- Nicolae Tonitza, (1886-1940)
- Ion Țuculescu (1886-1940)
- Henry Mavrodin, (1937)
- Daniel Spoerri (1930)

### Musica

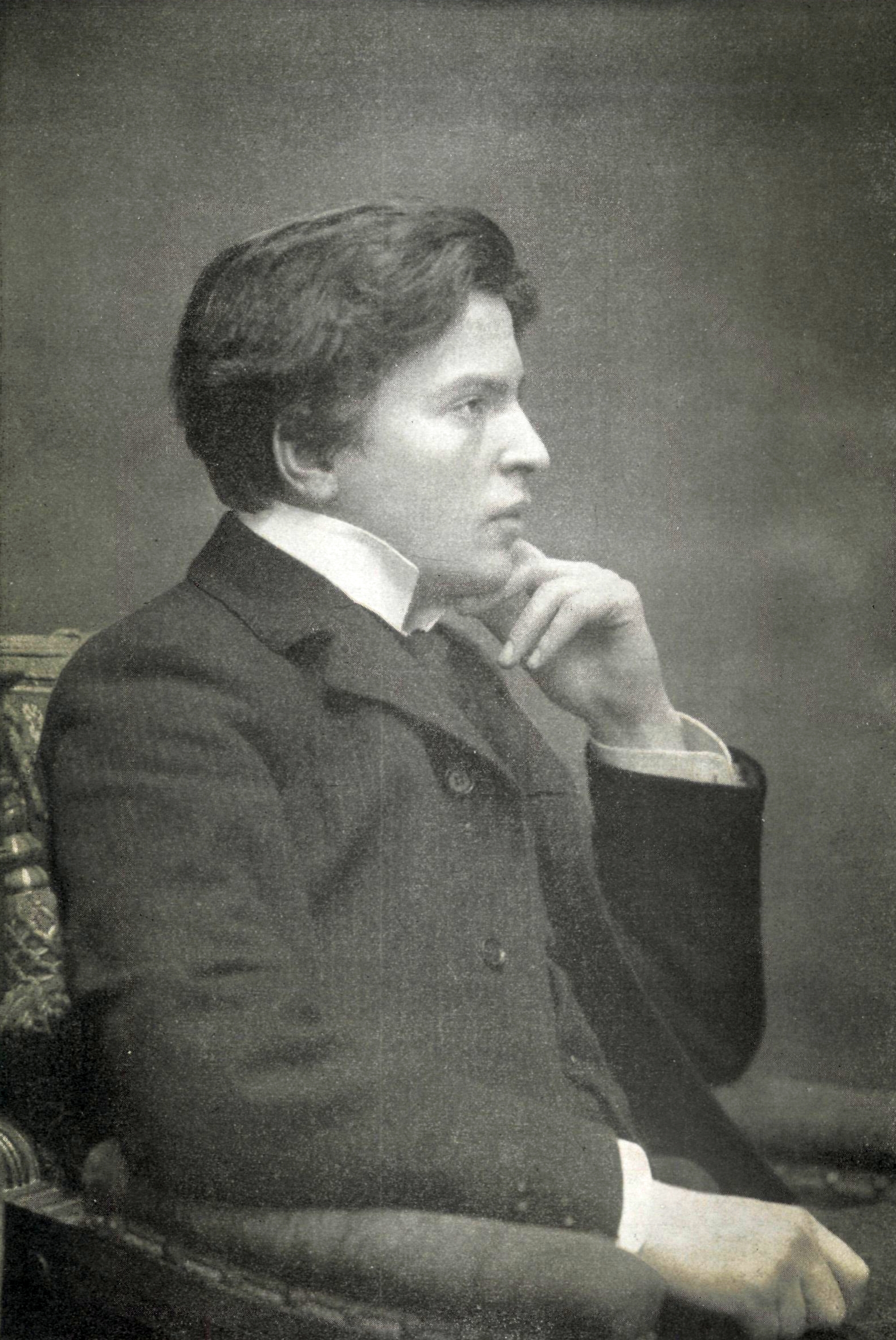
George Enescu

La musica romena include tutte le creazioni musicali sviluppate dal popolo romeno e dai loro antenati. La possibilità di trattare la musica dei Geto-Daci e quella dei Romani è molto limitata a causa della limitata quantità di documenti mantenuti, risalenti a quell'epoca. Fin dal Medioevo, la posizione alla confluenza di Oriente e Occidente ha portato ad una distinzione nella musica apprezzata nei primi stati romeni: quelli posti ad Ovest sono stati notevolmente influenzati dall'occidente, al contrario gli stati orientali si sono arricchiti di elementi derivanti dalla musica bizantina, slava e successivamente da quella turca. Queste influenze hanno agito sia sulla musica folcloristica che su quella erudita (sacra - il canto gregoriano ad Ovest e quello bizantino ad Est - o laica).
Il folclore comprende tutte le creazioni spirituali romene nel campo dell'arte del suono. Si fa spesso riferimento all'eredità musicale derivante dai canti popolari e dai popoli dai quali essi derivano. Sotto la delimitazione del folclore, il folclore musicale costituisce un ramo della creatività tradizionale rumena, affiancato al folclore letterario, al ballo e al teatro popolare.
All'inizio del XX secolo, si erge il compositore George Enescu, primo creatore rumeno a realizzare una sintesi organica, profonda tra musica popolare rumena e le tendenze di musica classica del suo tempo (è l'epoca del tardo romanticismo); usa un linguaggio musicale moderno e sperimenta l'area modale e quella microtonale. Enescu è considerato il miglior compositore rumeno di tutti i tempi.
Oltre a George Enescu, diverse sono le figure di rilievo, tra cui Maria Tănase, probabilmente la più grande cantante rumena Ciprian Porumbescu, Clara Haskil, Sergiu Celibidache, Mădălina Manole, Dinu Lipatti, Radu Lupu, Constantin Gaciu, Pavel Turcan.

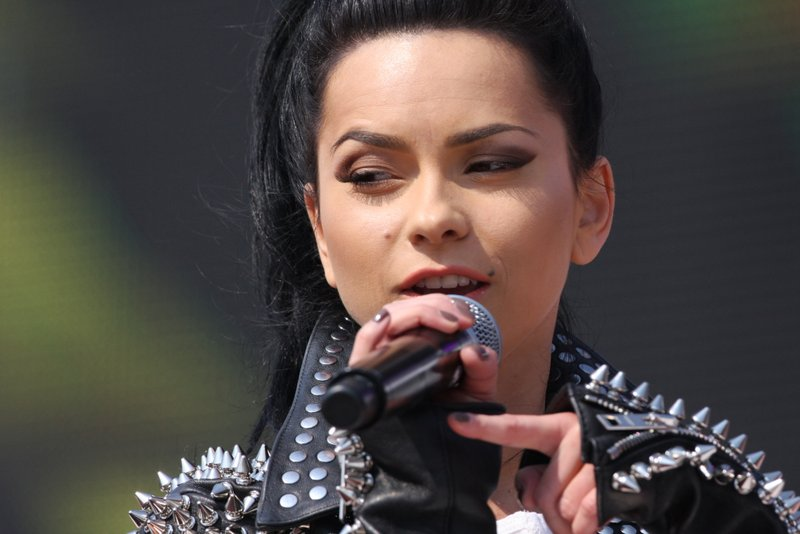
Inna

Lo strumento musicale del paese è la cobza, strumento simile all'oud e al barbat, mentre un noto canto tradizionale è Miorița, diffuso in tutta la Romania.
Il Festival nazionale di musica folcloristica di Mamaia è il festival più importante e grande del paese. Dal 2015 ha riscosso particolare successo il festival di musica elettronica Untold Festival che raggruppa i migliori artisti al mondo di questo genere.
Diversi sono gli artisti contemporanei che hanno raggiunto la fama internazionale, tra cui Inna, Alexandra Stan, Laura Stoica, importante esponente del genere musicale Pop Rock, Edward Maya e Haiducii.

### Cinema
Anche il settore cinematografico romeno riveste una certa importanza culturale: tra i registi spicca Cristian Mungiu, il cui film 4 mesi, 3 settimane, 2 giorni ha vinto la Palma d'oro al Festival di Cannes 2007; tra le attrici spiccano Ramona Badescu e Elvira Popescu, tra gli attori Ion Caramitru.

### Scienza e tecnologia
Una delle più note, a livello internazionale, personalità scientifiche romene fu quella di Henri Coandă (1886-1972), che inventò, nel 1910, il primo aereo jet della storia, il Coandă-1910 e espose, nel 1936, un tipo di fenomeno fluidodinamico noto come Effetto Coandă, sul getto dei fluidi.

#### La nascita della bio-speleologia
Nel XX secolo si afferma la bio-speleologia (1907), il cui fondatore viene ritenuto lo scienziato romeno Emil Racoviță (1868-1947)..

#### Ingegneria
La Romania, nel corso del XX secolo, ha fatto importanti progressi nel campo dell'ingegneria, in particolare con Elisa Leonida Zamfirescu (1887-1973), considerata la prima donna ingegnere al mondo, nel 1912.

#### Medicina
In campo medico ricordiamo, tra gli altri, il biologo George Emil Palade, Premio Nobel per la medicina, nel 1974, per la scoperta della organizzazione strutturale e funzionale della cellula (organulo).

#### Fisica
Nel campo della Fisica nucleare è da ricordare la studiosa e ricercatrice Ștefania Mărăcineanu, che collaborò con Marie Curie e che con il sostegno della Romanian Science Academy scoprì la radioattività artificiale.

#### Invenzioni celebri
- 25 maggio 1827: viene inventata la prima penna stilografica al mondo, da Petrache Poenaru.[53]

### La Romania nello spazio
- 14 maggio 1981: Dumitru Dorin Prunariu è il primo rumeno a volare nello spazio.
- 13 febbraio 2012: viene lanciato Goliat, il primo satellite della Romania.

### Patrimonio mondiale UNESCO in Romania
La lista del Patrimonio Mondiale UNESCO comprende vari monumenti in Romania, fra cui: i villaggi sassoni della Transilvania con le relative chiese fortificate, le chiese interamente affrescate della Moldavia settentrionale e della Bucovina, le chiese in legno del Maramureș, il Monastero di Horezu, il centro storico di Sighișoara, le fortificazioni daciche dei Monti Orăștie e il Delta del Danubio.
Fra i villaggi sassoni della Transilvania si ricordano i seguenti: Biertan, Câlnic-Alba, Dârjiu, Prejmer, Sachiz, Valea Viilor e Viscri.
In Moldavia si ricordano i seguenti Monasteri: Arbore, Humor, Moldovița, Pătrăuți, Probota, Voroneț e Sucevița.
In Maramureș sono incluse nel Patrimonio UNESCO le Chiese lignee del Maramureș situate nelle seguenti località: Budești, Desești, Ieud Deal, Plopiș, Poienile Izei, Rogoz, Șurdești e Bârsana.
Diversi siti della Romania sono stati iscritti nella Lista dei patrimoni dell'umanità dell'UNESCO.

## Sport
Le prime associazioni sportive romene furono fondate nel XIX secolo. Una di queste si chiamava „Societatea de dare la semn” (Società di tiro a segno). Nei primi anni del XX secolo si aggiunsero associazioni di pugilato e ciclismo. Il primo incontro ufficiale di calcio romeno si svolse a Timișioara nel 1902 e il primo club di Rugby romeno fu fondato a Bucarest nel 1910. Nel 1904 fu istituito il Comitato Olimpico e Sportivo Rumeno.

### Oina
L'oina è uno sport ufficiale e tradizionale della Romania. Ci sono testimonianze che questo sport veniva giocato da 6 secoli sui territori romeni. Nell'epoca di Vlaicu Vodă, nel 1364, l'oina veniva giocata nella Valacchia ed era presente ovunque: nei villaggi, nei comuni e persino nella vita delle persone.

### Calcio
La Nazionale di calcio della Romania debuttò l'8 giugno 1922 a Belgrado contro la Jugoslavia e ne uscì vincente per 2-1.
Il 20 maggio 1923 la nazionale di calcio romena entrò a far parte della FIFA.
Il primo appuntamento internazionale del calcio romeno fu la partecipazione ai giochi olimpici del 1924.
La Romania partecipò anche ai primi tre campionati mondiali di calcio, nel 1930, 1934 e 1938.
Dopo questi campionati mondiali non partecipò alla fase finale fino al 1970, quando perse tutte le partite. Partecipò anche ai mondiali degli anni novanta, tra cui quelli del 1990, del 1994 e del 1998, che fu l'ultima presenza alla fase finale dei mondiali di calcio. Molto famosi sono i calciatori Gheorghe Hagi, soprannominato "Re del calcio romeno" o "Il Maradona dei Carpazi", Adrian Mutu e Cristian Chivu.
Helmuth Robert Duckadam, divenuto campione di Romania nel 1984-85 e vincitore nello stesso anno della Coppa nazionale, fu nella stagione successiva l'eroe della Steaua, regina sia di Romania che d'Europa. Nella finale di Siviglia contro il Barcellona, vinta ai rigori dai rumeni, riuscì a neutralizzare tutti e quattro i rigori calciati dai giocatori blaugrana Alexanco, Pedraza, Pichi Alonso e Marcos. L'eccezionale performance di Duckadam impressionò gli sportivi e i giornalisti di tutto il mondo, tanto che l'indomani il quotidiano italiano Corriere dello Sport scrisse in prima pagina «Superman è rumeno».

### Rugby

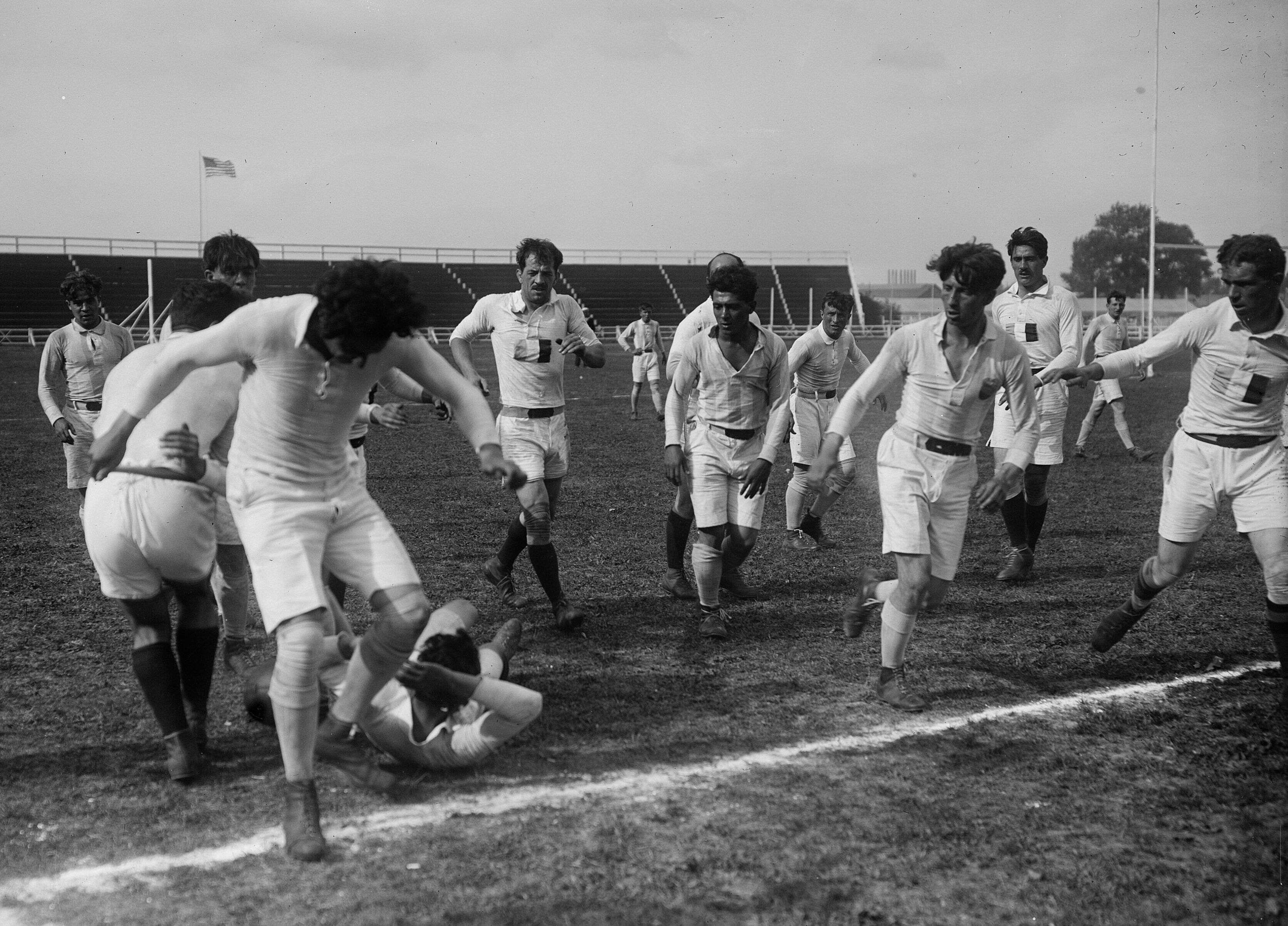
Incontro di rugby a Colombes tra militari francesi e la nazionale romena

Il rugby giunse in Romania, importato da alcuni studenti che lo avevano appreso durante la loro frequenza universitaria in Francia, nei primi anni dei XX secolo e già nel 1913 si disputò il primo campionato, la cui finale si tenne in un impianto pensato proprio per tale disciplina, lo stadio Arcul de Triumf di Bucarest, da sempre gestito dalla Federaţiă Română de Rugby.
Nel 1919, tre anni prima di quella del calcio, esordì la Nazionale romena di rugby in un incontro contro gli Stati Uniti; nel 1924, prese parte al torneo olimpico di rugby a Parigi, conquistando la medaglia di bronzo.
La Romania fu, nel 1934, tra i paesi fondatori di una federazione internazionale alternativa all'International Rugby Football Union, la FIRA - Federazione Internazionale di Rugby Amatoriale, oggi Rugby Europe, e partecipa dal 1938 al campionato europeo, competizione che ha vinto sei volte prima della ristrutturazione del 2000 (con l'uscita dal campionato di Francia e Italia) e altre quattro volte fino al 2015.
Nel periodo socialista la Romania aveva visto incrementare i praticanti, da 1 500 nell'immediato dopoguerra fino a 13 500 alla fine degli anni 1970: ha preso parte a tutte le edizioni della Coppa del Mondo di rugby, tranne che a quella del 2019.
A titolo statistico fu una squadra romena, il Farul Costanza, a disputare e a ospitare il primo incontro ufficiale della Heineken Cup, la Coppa dei campioni d'Europa di club, il 31 ottobre 1995, contro i francesi del Tolosa che vinsero 54-10.
La squadra più vittoriosa del campionato romeno è lo Steaua di Bucarest, sezione rugbistica della polisportiva dell'esercito, che ha vinto 24 titoli di campione nazionale.
Tra i giocatori romeni di rilievo figura Alexandru Penciu, colonnello dell'esercito e mediano d'apertura, capitano della Nazionale e con un passato sportivo anche in Italia a Rovigo; soprannominato in patria Alexandru cel Mare (Alessandro Magno) è ritenuto uno dei migliori rugbisti rumeni di sempre.

### Pallamano
La nazionale romena di pallamano maschile detiene quattro titoli mondiali.

### Ginnastica
La ginnastica romena ha avuto un numero significativo di trionfi e per questo è molto famosa nel mondo. Nadia Comăneci, con la sua performance, è ricordata come la prima ginnasta al mondo che ha ottenuto il 10 perfetto.

### Tennis
Anche nella disciplina tennistica la Romania ha ottenuto buoni risultati, in particolare con Ilie Năstase e Ion Țiriac, inseriti nella lista International Tennis Hall of Fame. Tra le donne ricordiamo Simona Halep.

### Alpinismo
- 17 maggio 1995: primo romeno a raggiungere la vetta del monte Everest: è Constantin Lăcătușu.[63]

### La Romania ai Giochi olimpici
La prima partecipazione della Romania ai giochi olimpici fu nel 1900 con un solo atleta. Dal 1924 in poi la Romania partecipò a tutti i giochi olimpici in tutti gli sport, con l'esclusione di due edizioni estive e una invernale. La Romania ha un palmarès di 292 medaglie di cui 86 d'oro, 89 d'argento e 117 di bronzo.
L'atleta romena più medagliata dei Giochi olimpici moderni è Nadia Comăneci, nella ginnastica artistica, con cinque ori, tre argenti e un bronzo.
Il primo campione olimpico romeno fu Iosif Sîrbu, nel tiro a segno, ai Giochi olimpici di Helsinki 1952.
Ma la prima medaglia olimpica fu la medaglia di bronzo conquistata dalla Nazionale di rugby a 15 della Romania alle Olimpiadi di Parigi 1924.

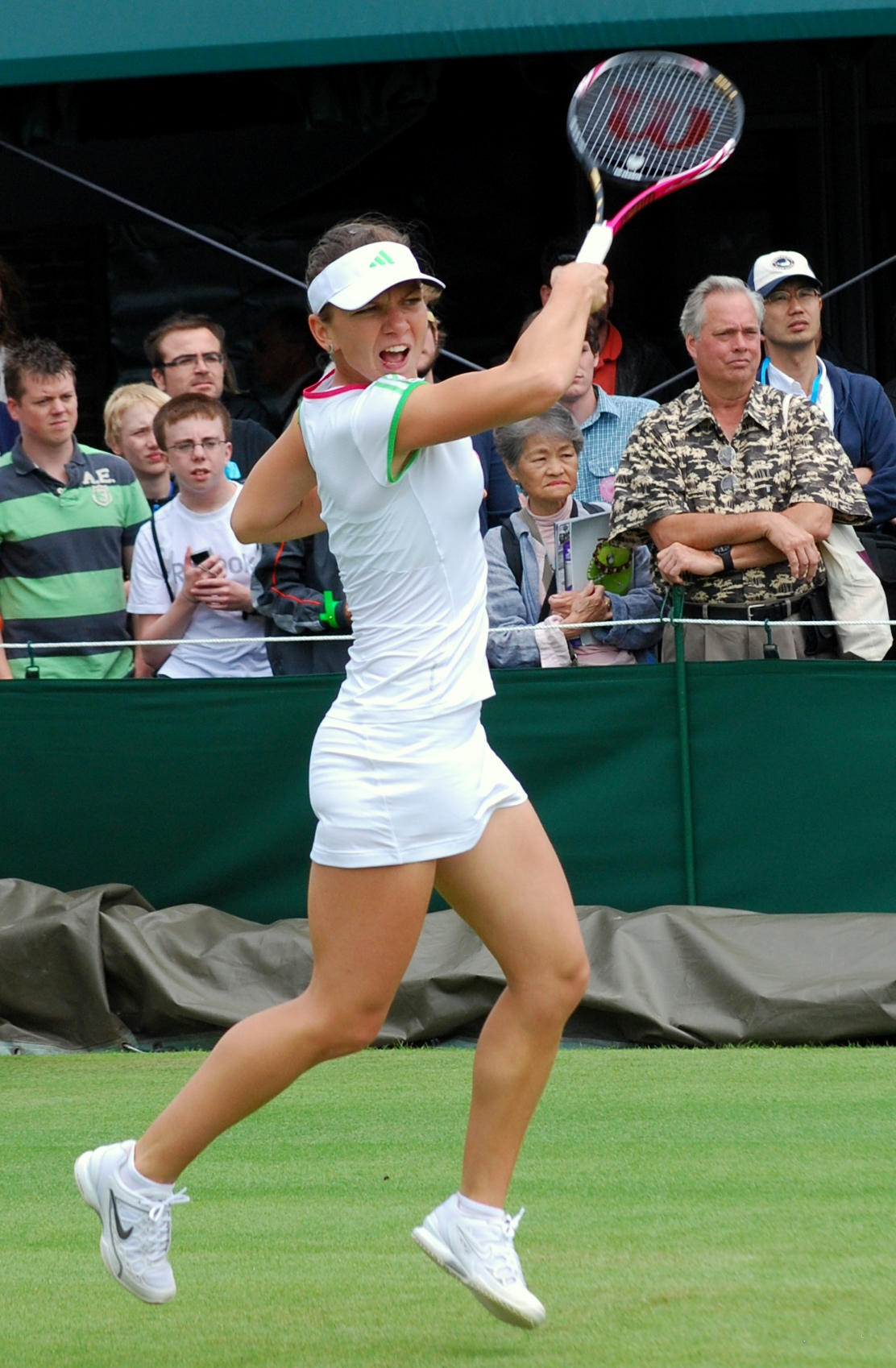
Simona Halep

### Altri eventi sportivi
Il 2 maggio 1910 venne istituito il Tenis Club Roman (TCR).
Questo club riuniva più discipline tra cui: sport atletici, canottaggio, rugby, calcio, nuoto, pattinaggio, sport invernali, scherma, tennis e tiro. I colori del club erano il bianco e il verde e gli atleti erano circa 350.
Qualche anno dopo il rugby cominciò a essere inquadrato sempre di più in questo club assieme al calcio.
Con Ion Țiriac e Ilie Năstase la Romania fu tre volte finalista della Coppa Davis, senza però riuscire a vincere.

## Gastronomia

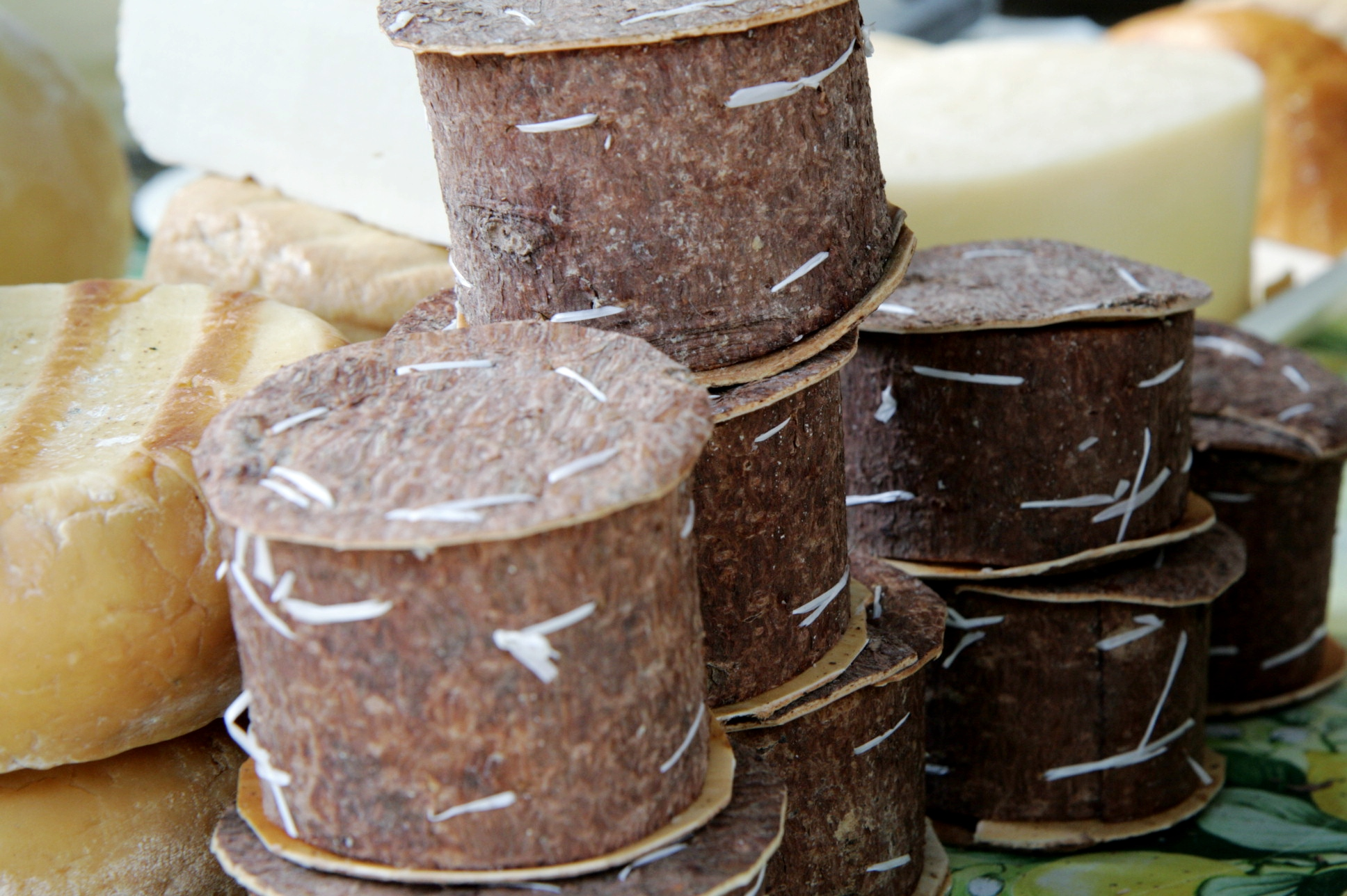
Branza de Burduf formaggio stagionato nella corteccia di pino

La cucina romena è basata su piatti saporiti a base di carne, pesce, verdure e diverse spezie.
Alcuni dei piatti tradizionali sono:
- Ciorbă: è il piatto principale ed è una minestra o zuppa, preparata con ingredienti diversi, soprattutto verdure e carne.
- Cozonac: dolce tipico pasquale e natalizio dalla forma parallelepipeda ripieno di canditi, noci o cacao.
- Fasole cu cârnați: fagioli con salsiccia affumicata.
- Mamaliga: polenta, solitamente accompagnata da Brânză, il tradizionale formaggio di capra.
- Mititei o mici: polpette di forma cilindrica di carne di manzo (talvolta mescolata con maiale o pecora) condita con aglio e pepe nero (a volte peperoncino) e una spezie chiamata Cimbru (il timo). Sono cucinati sulla griglia e possono essere serviti con senape, o con altre salse locali.
- Musaca: specialità di carne di maiale tritata e speziata con aglio e peperoncino.
- Răcituri: conserva di più parti bollite del maiale, immerse in un composto gelatinoso ottenuto dalle ossa.
- Salată de vinete: crema di melanzane grigliate e maionese.
- Sarmale: involtini di foglie di verza o di vite farciti con macinato di carne di maiale, riso, più altre verdure e spezie.
- Tochitură: carne di maiale, formaggio di pecora, uova, aglio, polenta.

## Folclore e mitologia
Un tipico drago del folclore rumeno viene chiamato Balaur bondoc, mentre gli strigoi, nella mitologia rumena, equivalgono a degli spiriti, che, secondo la tradizione, sono risorti dalla tomba.

## Festività
| Data                   | Nome italiano                                  | Nome locale       | Commenti                                                                               |
| ---------------------- | ---------------------------------------------- | ----------------- | -------------------------------------------------------------------------------------- |
| 31 dicembre/1º gennaio | Capodanno/Primo dell'anno                      | Revelion/Anul nou |                                                                                        |
| aprile/maggio          | Pasqua                                         | Paști             | La maggioranza dei romeni festeggia la Pasqua ortodossa. La festività dura tre giorni. |
| 1º maggio              | Festa del lavoro                               | Ziua muncii       | Festa internazionale del lavoro.                                                       |
| 1º dicembre            | Festa nazionale (Giornata della Grande Unione) | Ziua Unirii       | Si festeggia l'unificazione della Transilvania con la Romania il 1º dicembre 1918.     |
| 24 dicembre/25         | Natale in Romania                              | Crăciun           | I romeni festeggiano la vigilia il 24 e il Natale il 25 e 26 dicembre.                 |

| Data        | Nome        | Commenti                          |
| ----------- | ----------- | --------------------------------- |
| 24 febbraio | Dragobete   | Festa degli innamorati            |
| 1º marzo    | Mărțișor    | Festa dell'arrivo della primavera |
| 8 marzo     | Ziua femeii | Festa delle donne                 |
| 1º novembre | Iluminarea  | Festa dei morti                   |

### Altre ricorrenze nazionali
| Data       | Nome                                  | Significato                                                      |
| ---------- | ------------------------------------- | ---------------------------------------------------------------- |
| 15 gennaio | Giorno della Cultura Nazionale Romena | In onore alla data di nascita del poeta nazionale Mihai Eminescu |

## Media
La televisione in Romania (o Televiziunea Română) è stata introdotta nell'agosto del 1955 in via sperimentale e il 31 dicembre 1956 in via ufficiale.
I canali televisivi più seguiti sono: Pro TV (con 6 615 000 telespettatori), TVR1 Estrada tv (5 543 009), (4 451 000), 29TVH (4 389 006), Valcea tv (4 200 003), Antena 1 (3 305 000), Kanal D (1 272 000), Acasǎ (1 247 000), Prima TV (2 205 000) e Antena 3 (73 000).
Il 59% degli utenti usa la televisione via cavo.